# Liste de sondages sur l'élection présidentielle américaine de 2008
Pour un article plus général, voir Élection présidentielle américaine de 2008.
Cet article dresse une liste de sondages opposant les deux principaux prétendants à la Maison-Blanche en 2008, le républicain John McCain et le démocrate Barack Obama, depuis leurs nominations officielles par leurs partis respectifs. Il reprend une série d'enquêtes menées à l'échelle nationale ainsi que dans des États pris individuellement. Certains États n'ont pas été interrogés mais davantage d'enquêtes ont été conduites dans les swing states, les États indécis susceptibles de basculer d'un camp à l'autre.

## Échelle nationale
Source: RealClearPolitics
| Source                       | Date                       | Barack Obama | John McCain | Différence | Échantillon | Marge d'erreur |
| ---------------------------- | -------------------------- | ------------ | ----------- | ---------- | ----------- | -------------- |
| Marist Poll                  | 3 novembre                 | 52 %         | 43 %        | 9          | 804         | ± 4.0 %        |
| Rasmussen Reports            | 1er au 3 novembre          | 52 %         | 46 %        | 6          | 3 000       | ± 2.0 %        |
| Reuters/C-SPAN/Zogby         | 1er au 3 novembre          | 54 %         | 43 %        | 11         | 1 201       | ± 2.9 %        |
| Fox News                     | 1er au 2 novembre          | 50 %         | 43 %        | 7          | 971         | ± 3.0 %        |
| NBC News/Wall Street Journal | 1er au 2 novembre          | 51 %         | 43 %        | 8          | 1 011       | ± 3.1 %        |
| Gallup Poll                  | 31 octobre au 2 novembre   | 55 %         | 44 %        | 11         | 2 472       | ± 2.0 %        |
| Ipsos/McClatchy              | 30 octobre au 2 novembre   | 53 %         | 46 %        | 7          | 760         | ± 3.6 %        |
| ABC News/Washington Post     | 30 octobre au 2 novembre   | 53 %         | 44 %        | 9          | 2 470       | ± 2.5 %        |
| CNN/ORC                      | 30 octobre au 1er novembre | 53 %         | 46 %        | 7          | 714         | ± 3.5 %        |
| Pew Research                 | 29 octobre au 1er novembre | 52 %         | 46 %        | 6          | 2 587       | ± 2.0 %        |
| Marist Poll                  | 29 octobre                 | 50 %         | 43 %        | 7          | 543         | ± 4.5 %        |
| Fox News                     | 28 au 29 octobre           | 47 %         | 44 %        | 3          | 924         | ± 3.0 %        |
| Ipsos/McClatchy              | 23 au 27 octobre           | 50 %         | 45 %        | 5          | 831         | ± 3.4 %        |
| Rasmussen Reports            | 24 au 26 octobre           | 51 %         | 46 %        | 5          | 3 000       | ± 2.0 %        |
| Reuters/C-SPAN/Zogby         | 24 au 26 octobre           | 50 %         | 45 %        | 5          | 1 203       | ± 2.9 %        |
| ABC News/Washington Post     | 23 au 26 octobre           | 52 %         | 45 %        | 7          | 1 314       | ± 2.5 %        |
| Pew Research                 | 23 au 26 octobre           | 53 %         | 38 %        | 15         | 1 198       | ± 3.5 %        |
| Rasmussen Reports            | 20 au 22 octobre           | 52 %         | 45 %        | 7          | 3 000       | ± 2.0 %        |
| Reuters/C-SPAN/Zogby         | 20 au 22 octobre           | 52 %         | 40 %        | 12         | 1 206       | ± 2.9 %        |
| ABC News/Washington Post     | 19 au 22 octobre           | 54 %         | 43 %        | 11         | 1 335       | ± 2.5 %        |
| Fox News                     | 20 au 21 octobre           | 49 %         | 40 %        | 9          | 936         | ± 3.0 %        |
| NBC News/Wall Street Journal | 17 au 20 octobre           | 52 %         | 42 %        | 10         | 1 159       | ± 2.9 %        |
| Associated Press             | 16 au 20 octobre           | 44 %         | 43 %        | 1          | 800         | ± 3.5 %        |
| Ipsos/McClatchy              | 16 au 20 octobre           | 50 %         | 42 %        | 8          | 773         | ± 3.5 %        |
| CNN/ORC                      | 17 au 19 octobre           | 51 %         | 46 %        | 5          | 764         | ± 3.5 %        |
| Pew Research                 | 16 au 19 octobre           | 53 %         | 39 %        | 14         | 2 382       | ± 2.5 %        |
| Rasmussen Reports            | 16 au 18 octobre           | 51 %         | 45 %        | 6          | 3 000       | ± 2.0 %        |
| Reuters/C-SPAN/Zogby         | 16 au 18 octobre           | 48 %         | 45 %        | 3          | 1 211       | ± 2.9 %        |
| Rasmussen Reports            | 11 au 13 octobre           | 50 %         | 45 %        | 5          | 3 000       | ± 2.0 %        |
| Reuters/C-SPAN/Zogby         | 11 au 13 octobre           | 49 %         | 43 %        | 6          | 1 208       | ± 2.9 %        |
| Ipsos/McClatchy              | 9 au 13 octobre            | 48 %         | 39 %        | 9          | 1 036       | ± 3.0 %        |
| ABC News/Washington Post     | 8 au 11 octobre            | 53 %         | 43 %        | 10         | 766         | ± 3.5 %        |
| Fox News                     | 8 au 9 octobre             | 46 %         | 39 %        | 7          | 900         | ± 3.0 %        |
| Rasmussen Reports            | 7 au 9 octobre             | 50 %         | 45 %        | 5          | 3 000       | ± 2.0 %        |
| Gallup Poll                  | 7 au 9 octobre             | 51 %         | 41 %        | 10         | 2 784       | ± 2.0 %        |
| Reuters/C-SPAN/Zogby         | 6 au 9 octobre             | 48 %         | 43 %        | 5          | 1 200       | ± 4.2 %        |
| NBC News/Wall Street Journal | 4 au 5 octobre             | 49 %         | 43 %        | 6          | 658         | ± 3.8 %        |
| CNN/ORC                      | 3 au 5 octobre             | 53 %         | 45 %        | 8          | 694         | ± 3.5 %        |
| Associated Press             | 27 au 30 septembre         | 48 %         | 41 %        | 7          | 808         | ± 3.4 %        |
| ABC News/Washington Post     | 27 au 29 septembre         | 50 %         | 46 %        | 4          | 916         | ± 3.0 %        |
| Pew Research                 | 27 au 29 septembre         | 49 %         | 43 %        | 6          | 1 181       | ± 4.0 %        |
| Ipsos/McClatchy              | 26 au 29 septembre         | 48 %         | 45 %        | 3          | 1 007       | ± 3.1 %        |
| Fox News                     | 22 au 23 septembre         | 45 %         | 39 %        | 6          | 900         | ± 3.0 %        |
| Marist Poll                  | 22 au 23 septembre         | 49 %         | 44 %        | 5          | 689         | ± 4.0 %        |
| NBC News/Wall Street Journal | 19 au 22 septembre         | 48 %         | 46 %        | 2          | 1 085       | ± 3.0 %        |
| ABC News/Washington Post     | 19 au 22 septembre         | 52 %         | 43 %        | 9          | 780         | ± 3.5 %        |
| Ipsos/McClatchy              | 18 au 22 septembre         | 44 %         | 43 %        | 1          | 923         | ± 3.2 %        |
| CNN/ORC                      | 19 au 21 septembre         | 51 %         | 47 %        | 4          | 697         | ± 3.0 %        |
| Quinnipiac University        | 11 au 16 septembre         | 49 %         | 45 %        | 4          | 987         | ± 3.1 %        |
| Reuters/Zogby                | 11 au 13 septembre         | 47 %         | 45 %        | 2          | 1 008       | ± 3.1 %        |
| Fox News                     | 8 au 9 septembre           | 42 %         | 45 %        | 3          | 900         | ± 3.0 %        |
| Gallup Poll                  | 7 au 9 septembre           | 43 %         | 48 %        | 5          | 2 714       | ± 2.0 %        |
| NBC News/Wall Street Journal | 6 au 8 septembre           | 46 %         | 45 %        | 1          | 860         | ± 3.3 %        |
| USA Today/Gallup Poll        | 5 au 7 septembre           | 44 %         | 54 %        | 10         | 823         | ± 4.0 %        |
| CNN/ORC                      | 5 au 7 septembre           | 48 %         | 48 %        | Égalité    | 942         | ± 3.0 %        |

## Échelle locale

### Alabama
9 grands électeurs
Vainqueur: John McCain
Source: RealClearPolitics
| Source                      | Date de réalisation | Barack Obama | John McCain | Différence | Échantillon | Marge d'erreur |
| --------------------------- | ------------------- | ------------ | ----------- | ---------- | ----------- | -------------- |
| SurveyUSA                   | 27 au 28 octobre    | 36 %         | 61 %        | 25         | 650         | ± 3.8 %        |
| AEA/Capital Survey          | 15 au 21 octobre    | 34 %         | 54 %        | 20         | 606         | ± 4.0 %        |
| SurveyUSA                   | 8 au 9 octobre      | 35 %         | 62 %        | 27         | 697         | ± 3.7 %        |
| AEA/Capital Survey          | 2 au 7 octobre      | 35 %         | 55 %        | 20         | 554         | ± 4.0 %        |
| SurveyUSA                   | 16 au 17 septembre  | 34 %         | 64 %        | 30         | 655         | ± 3.8 %        |
| University of South Alabama | 8 au 15 septembre   | 25 %         | 52 %        | 27         | 406         | ± 5.0 %        |

### Alaska
3 grands électeurs
Vainqueur: John McCain
Source: RealClearPolitics
| Source        | Date de réalisation | Barack Obama | John McCain | Différence | Échantillon | Marge d'erreur |
| ------------- | ------------------- | ------------ | ----------- | ---------- | ----------- | -------------- |
| Research 2000 | 14 au 16 octobre    | 38 %         | 57 %        | 19         | 600         | ± 4.0 %        |
| Research 2000 | 15 au 17 septembre  | 38 %         | 55 %        | 17         | 600         | ± 4.0 %        |

### Arizona
10 grands électeurs
Vainqueur: John McCain
Source: RealClearPolitics
| Source                      | Date de réalisation | Barack Obama | John McCain | Différence | Échantillon | Marge d'erreur |
| --------------------------- | ------------------- | ------------ | ----------- | ---------- | ----------- | -------------- |
| ARG                         | 28 au 30 octobre    | 46 %         | 50 %        | 4          | 600         | ± 4.0 %        |
| Research 2000               | 28 au 30 octobre    | 47 %         | 48 %        | 1          | 600         | ± 4.0 %        |
| NBC News/Mason-Dixon        | 27 au 28 octobre    | 44 %         | 48 %        | 4          | 625         | ± 4.0 %        |
| CNN/Time                    | 23 au 28 octobre    | 46 %         | 53 %        | 7          | 807         | ± 3.5 %        |
| Northern Arizona University | 18 au 27 octobre    | 41 %         | 49 %        | 8          | 600         | ± 4.0 %        |
| Rasmussen Reports           | 26 octobre          | 46 %         | 51 %        | 5          | 500         | ± 4.5 %        |
| Arizona State University    | 23 au 26 octobre    | 44 %         | 46 %        | 2          | 1 019       | ± 3.0 %        |
| Zimmerman                   | 16 au 19 octobre    | 42 %         | 44 %        | 2          | 408         | ± 4.9 %        |
| Rasmussen Reports           | 29 septembre        | 38 %         | 59 %        | 21         | 500         | ± 4.5 %        |
| Arizona State University    | 25 au 28 septembre  | 38 %         | 45 %        | 7          | 975         | ± 3.1 %        |

### Arkansas
6 grands électeurs
Vainqueur: John McCain
Source: RealClearPolitics
| Source            | Date de réalisation | Barack Obama | John McCain | Différence | Échantillon | Marge d'erreur |
| ----------------- | ------------------- | ------------ | ----------- | ---------- | ----------- | -------------- |
| The Arkansas Poll | 1er au 21 octobre   | 36 %         | 51 %        | 15         | 1 441       | ± 2.5 %        |

### Californie
55 grands électeurs
Vainqueur: Barack Obama
Source: RealClearPolitics
| Source                                | Date de réalisation | Barack Obama | John McCain | Différence | Échantillon | Marge d'erreur |
| ------------------------------------- | ------------------- | ------------ | ----------- | ---------- | ----------- | -------------- |
| SurveyUSA                             | 29 au 31 octobre    | 60 %         | 36 %        | 24         | 637         | ± 3.9 %        |
| Field Poll                            | 18 au 28 octobre    | 55 %         | 33 %        | 22         | 966         | ± 3.3 %        |
| Rasmussen Reports                     | 25 octobre          | 61 %         | 34 %        | 27         | 500         | ± 4.5 %        |
| Public Policy Institute of California | 12 au 19 octobre    | 56 %         | 33 %        | 23         | 1 186       | ± 3.0 %        |
| SurveyUSA                             | 15 au 16 octobre    | 59 %         | 35 %        | 24         | 615         | ± 4.0 %        |

### Caroline du Nord
15 grands électeurs
Vainqueur: Barack Obama
Source: RealClearPolitics
| Source                     | Date de réalisation        | Barack Obama | John McCain | Différence | Échantillon | Marge d'erreur |
| -------------------------- | -------------------------- | ------------ | ----------- | ---------- | ----------- | -------------- |
| Reuters/Zogby              | 31 octobre au 3 novembre   | 49 %         | 50 %        | 1          | 585         | ± 4.1 %        |
| ARG                        | 31 octobre au 3 novembre   | 49 %         | 48 %        | 1          | 600         | ± 4.0 %        |
| Fox News/Rasmussen Reports | 2 novembre                 | 49 %         | 50 %        | 1          | 1 000       | ± 3.0 %        |
| Public Policy Polling      | 31 octobre au 2 novembre   | 50 %         | 49 %        | 1          | 2 100       | ± 2.1 %        |
| SurveyUSA                  | 30 octobre au 2 novembre   | 48 %         | 49 %        | 1          | 682         | ± 3.8 %        |
| Mason-Dixon                | 29 au 30 octobre           | 46 %         | 49 %        | 3          | 625         | ± 4.0 %        |
| Research 2000              | 28 au 30 octobre           | 47 %         | 45 %        | 2          | 600         | ± 4.0 %        |
| Rasmussen Reports          | 29 octobre                 | 50 %         | 48 %        | 2          | 1 000       | ± 3.0 %        |
| Politico/InAdv             | 29 octobre                 | 48 %         | 48 %        | Égalité    | 641         | ± 3.7 %        |
| Civitas/TelOpinion         | 27 au 29 octobre           | 47 %         | 46 %        | 1          | 600         | ± 4.2 %        |
| CNN/Time                   | 23 au 28 octobre           | 52 %         | 46 %        | 6          | 667         | ± 4.0 %        |
| National Journal/FD        | 23 au 27 octobre           | 47 %         | 43 %        | 4          | 402         | ± 4.9 %        |
| Fox News/Rasmussen Reports | 26 octobre                 | 48 %         | 49 %        | 1          | 1 000       | ± 3.0 %        |
| Public Policy Polling      | 25 au 26 octobre           | 49 %         | 48 %        | 1          | 1 038       | ± 2.8 %        |
| Reuters/Zogby              | 23 au 26 octobre           | 50 %         | 46 %        | 4          | 601         | ± 4.1 %        |
| Associated Press/GFK       | 22 au 26 octobre           | 48 %         | 46 %        | 2          | 601         | ± 4.0 %        |
| NBC News/Mason-Dixon       | 22 au 24 octobre           | 47 %         | 47 %        | Égalité    | 800         | ± 3.0 %        |
| Rasmussen Reports          | 23 octobre                 | 48 %         | 50 %        | 2          | 700         | ± 4.0 %        |
| WSOC-TV                    | 20 au 21 octobre           | 48 %         | 46 %        | 2          | 500         | ± 4.4 %        |
| CNN/Time                   | 19 au 21 octobre           | 51 %         | 47 %        | 4          | 644         | ± 4.0 %        |
| Civitas/TelOpinion         | 18 au 20 octobre           | 48 %         | 45 %        | 3          | 600         | ± 4.2 %        |
| SurveyUSA                  | 18 au 20 octobre           | 47 %         | 47 %        | Égalité    | 627         | ± 4.0 %        |
| Fox News/Rasmussen Reports | 19 octobre                 | 51 %         | 48 %        | 3          | 1 000       | ± 3.0 %        |
| Politico/InAdv             | 19 octobre                 | 49 %         | 48 %        | 1          | 698         | ± 3.6 %        |
| Public Policy Polling      | 18 au 19 octobre           | 51 %         | 44 %        | 7          | 1 200       | ± 2.8 %        |
| Winthrop/ETV               | 28 septembre au 19 octobre | 45 %         | 44 %        | 1          | 744         | ± 3.6 %        |
| Research 2000              | 14 au 15 octobre           | 46 %         | 44 %        | 2          | 600         | ± 4.0 %        |
| InAdv/PollPosition         | 13 octobre                 | 48 %         | 46 %        | 2          | 474         | ± 5.0 %        |
| Fox News/Rasmussen Reports | 12 octobre                 | 48 %         | 48 %        | Égalité    | 1 000       | ± 3.0 %        |
| Public Policy Polling      | 11 au 12 octobre           | 49 %         | 46 %        | 3          | 1 196       | ± 2.8 %        |
| Rasmussen Reports          | 8 octobre                  | 49 %         | 48 %        | 1          | 700         | ± 3.0 %        |
| WSOC-TV                    | 6 au 7 octobre             | 46 %         | 48 %        | 2          | 500         | ± 4.5 %        |
| SurveyUSA                  | 5 au 6 octobre             | 46 %         | 49 %        | 3          | 617         | ± 4.0 %        |
| CNN/Time                   | 3 au 6 octobre             | 49 %         | 49 %        | Égalité    | 666         | ± 4.0 %        |
| Public Policy Polling      | 4 au 5 octobre             | 50 %         | 44 %        | 6          | 1 202       | ± 2.8 %        |
| Rasmussen Reports          | 30 septembre               | 50 %         | 47 %        | 3          | 700         | ± 4.0 %        |
| ARG                        | 27 au 29 septembre         | 49 %         | 46 %        | 3          | 600         | ± 4.0 %        |
| Public Policy Polling      | 27 au 28 septembre         | 47 %         | 45 %        | 2          | 1 041       | ± 3.0 %        |
| Rasmussen Reports          | 23 septembre               | 49 %         | 47 %        | 2          | 500         | ± 4.5 %        |
| Public Policy Polling      | 17 au 19 septembre         | 46 %         | 46 %        | Égalité    | 1 060       | ± 3.0 %        |
| Rasmussen Reports          | 18 septembre               | 47 %         | 50 %        | 3          | 500         | ± 4.5 %        |
| CNN/Time                   | 13 au 14 septembre         | 47 %         | 48 %        | 1          | 910         | ± 3.5 %        |
| Research 2000              | 8 au 10 septembre          | 38 %         | 55 %        | 17         | 600         | ± 4.0 %        |
| Public Policy Polling      | 9 septembre                | 44 %         | 48 %        | 4          | 626         | ± 3.9 %        |

### Caroline du Sud
8 grands électeurs
Vainqueur: John McCain
Source: RealClearPolitics
| Source    | Date de réalisation | Barack Obama | John McCain | Différence | Échantillon | Marge d'erreur |
| --------- | ------------------- | ------------ | ----------- | ---------- | ----------- | -------------- |
| SurveyUSA | 28 au 29 octobre    | 44 %         | 52 %        | 8          | 654         | ± 3.9 %        |
| SurveyUSA | 12 au 13 octobre    | 41 %         | 55 %        | 14         | 561         | ± 4.2 %        |
| SurveyUSA | 21 au 22 septembre  | 39 %         | 58 %        | 19         | 690         | ± 3.8 %        |

### Colorado
9 grands électeurs
Vainqueur: Barack Obama
Source: RealClearPolitics
| Source                     | Date de réalisation         | Barack Obama | John McCain | Différence | Échantillon | Marge d'erreur |
| -------------------------- | --------------------------- | ------------ | ----------- | ---------- | ----------- | -------------- |
| Fox News/Rasmussen Reports | 2 novembre                  | 51 %         | 47 %        | 4          | 1 000       | ± 3.0 %        |
| ARG                        | 28 au 30 octobre            | 52 %         | 45 %        | 7          | 600         | ± 4.0 %        |
| Public Policy Polling      | 28 au 30 octobre            | 54 %         | 44 %        | 10         | 2 023       | ± 2.2 %        |
| Denver Post/Mason-Dixon    | 28 au 29 octobre            | 49 %         | 44 %        | 5          | 625         | ± 4.0 %        |
| Marist Poll                | 27 au 28 octobre            | 51 %         | 45 %        | 6          | 682         | ± 4.0 %        |
| CNN/Time                   | 23 au 28 octobre            | 53 %         | 45 %        | 8          | 774         | ± 3.5 %        |
| National Journal/FD        | 23 au 27 octobre            | 48 %         | 44 %        | 8          | 409         | ± 4.9 %        |
| Fox News/Rasmussen Reports | 26 octobre                  | 50 %         | 46 %        | 4          | 1 000       | ± 3.0 %        |
| Politico/InAdv             | 26 octobre                  | 53 %         | 45 %        | 8          | 636         | ± 3.8 %        |
| Associated Press/GFK       | 22 au 26 octobre            | 50 %         | 41 %        | 9          | 626         | ± 3.9 %        |
| Rocky Mountain News/CBS4   | 21 au 23 octobre            | 52 %         | 40 %        | 12         | 500         | ± 4.4 %        |
| InAdv/PollPosition         | 20 octobre                  | 51 %         | 46 %        | 5          | 576         | ± 4.0 %        |
| Fox News/Rasmussen Reports | 19 octobre                  | 51 %         | 46 %        | 5          | 1 000       | ± 3.0 %        |
| Rasmussen Reports          | 16 octobre                  | 52 %         | 45 %        | 7          | 700         | ± 4.0 %        |
| CNN/Time                   | 11 au 14 octobre            | 51 %         | 47 %        | 4          | 762         | ± 3.5 %        |
| Suffolk/University         | 10 au 13 octobre            | 47 %         | 43 %        | 4          | 600         | ± 4.0 %        |
| Quinnipiac University      | 8 au 12 octobre             | 52 %         | 43 %        | 9          | 1 008       | ± 3.0 %        |
| Public Policy Polling      | 8 au 10 octobre             | 52 %         | 42 %        | 10         | 1 331       | ± 2.7 %        |
| InAdv/PollPosition         | 6 octobre                   | 51 %         | 45 %        | 6          | 485         | ± 5.0 %        |
| Fox News/Rasmussen Reports | 5 octobre                   | 51 %         | 45 %        | 6          | 1 000       | ± 3.0 %        |
| Denver Post/Mason-Dixon    | 29 septembre au 1er octobre | 44 %         | 44 %        | Égalité    | 625         | ± 4.0 %        |
| Fox News/Rasmussen Reports | 28 septembre                | 49 %         | 48 %        | 1          | 500         | ± 4.5 %        |
| InAdv/PollPosition         | 23 septembre                | 50 %         | 41 %        | 9          | 505         | ± 4.3 %        |
| Rasmussen Reports          | 23 septembre                | 50 %         | 47 %        | 3          | 700         | ± 4.0 %        |
| CNN/Time                   | 21 au 23 septembre          | 51 %         | 47 %        | 4          | 794         | ± 3.5 %        |
| Ciruli Associates Poll     | 19 au 23 septembre          | 44 %         | 41 %        | 1          | 501         | ± 4.4 %        |
| Public Policy Polling      | 20 au 21 septembre          | 51 %         | 44 %        | 7          | 1 084       | ± 3.0 %        |
| Quinnipiac University      | 14 au 21 septembre          | 49 %         | 45 %        | 4          | 1 418       | ± 2.6 %        |
| InAdv/PollPosition         | 17 septembre                | 51 %         | 41 %        | 10         | 508         | ± 4.3 %        |
| National Journal/FD        | 11 au 15 septembre          | 45 %         | 44 %        | 1          | 400         | ± 4.9 %        |
| Fox News/Rasmussen Reports | 14 septembre                | 46 %         | 48 %        | 2          | 500         | ± 4.5 %        |
| InAdv/PollPosition         | 10 septembre                | 49 %         | 46 %        | 3          | 501         | ± 4.3 %        |
| Public Policy Polling      | 7 au 9 septembre            | 47 %         | 46 %        | 1          | 1 078       | ± 3.0 %        |
| Fox News/Rasmussen Reports | 7 septembre                 | 49 %         | 46 %        | 3          | 500         | ± 4.5 %        |

### Connecticut
7 grands électeurs
Vainqueur: Barack Obama
Source: RealClearPolitics
| Source    | Date de réalisation | Barack Obama | John McCain | Différence | Échantillon | Marge d'erreur |
| --------- | ------------------- | ------------ | ----------- | ---------- | ----------- | -------------- |
| SurveyUSA | 24 au 25 septembre  | 54 %         | 38 %        | 16         | 686         | ± 3.8 %        |

### Dakota du Nord
3 grands électeurs
Vainqueur: John McCain

### Dakota du Sud
3 grands électeurs
Vainqueur: John McCain

### Delaware
3 grands électeurs
Vainqueur: Barack Obama
Source: RealClearPolitics
| Source    | Date de réalisation | Barack Obama | John McCain | Différence | Échantillon | Marge d'erreur |
| --------- | ------------------- | ------------ | ----------- | ---------- | ----------- | -------------- |
| SurveyUSA | 27 au 28 octobre    | 63 %         | 33 %        | 30         | 657         | ± 3.8 %        |
| SurveyUSA | 22 au 23 septembre  | 57 %         | 37 %        | 20         | 703         | ± 3.7 %        |

### Floride
27 grands électeurs
Vainqueur: Barack Obama
Source: RealClearPolitics
| Source                     | Date de réalisation         | Barack Obama | John McCain | Différence | Échantillon | Marge d'erreur |
| -------------------------- | --------------------------- | ------------ | ----------- | ---------- | ----------- | -------------- |
| Reuters/Zogby              | 31 octobre au 3 novembre    | 49 %         | 48 %        | 1          | 678         | ± 4.1 %        |
| SurveyUSA                  | 31 octobre au 3 novembre    | 50 %         | 47 %        | 3          | 691         | ± 3.8 %        |
| Fox News/Rasmussen Reports | 2 novembre                  | 49 %         | 50 %        | 1          | 1 000       | ± 3.0 %        |
| Public Policy Polling      | 31 octobre au 2 novembre    | 50 %         | 48 %        | 2          | 1 717       | ± 2.4 %        |
| Strategic Vision           | 31 octobre au 2 novembre    | 49 %         | 47 %        | 2          | 1 200       | ± 3.0 %        |
| Quinnipiac University      | 27 octobre au 2 novembre    | 47 %         | 45 %        | 2          | 1 773       | ± 2.3 %        |
| ARG                        | 29 au 31 octobre            | 50 %         | 46 %        | 4          | 600         | ± 4.0 %        |
| Mason-Dixon                | 29 au 30 octobre            | 49 %         | 47 %        | 2          | 625         | ± 4.0 %        |
| CNN/Time                   | 23 au 28 octobre            | 51 %         | 47 %        | 4          | 747         | ± 3.5 %        |
| LA Times/Bloomberg         | 25 au 27 octobre            | 50 %         | 43 %        | 7          | 639         | ± 3.0 %        |
| National Journal/FD        | 23 au 27 octobre            | 48 %         | 44 %        | 4          | 402         | ± 4.9 %        |
| Fox News/Rasmussen Reports | 26 octobre                  | 51 %         | 47 %        | 4          | 1 000       | ± 3.0 %        |
| Reuters/Zogby              | 23 au 26 octobre            | 47 %         | 47 %        | Égalité    | 603         | ± 4.1 %        |
| Quinnipiac University      | 22 au 26 octobre            | 47 %         | 45 %        | 2          | 1 435       | ± 2.6 %        |
| Associated Press/GFK       | 22 au 26 octobre            | 45 %         | 43 %        | 2          | 600         | ± 4.0 %        |
| Politico/InAdv             | 22 octobre                  | 48 %         | 47 %        | 1          | 562         | ± 5.0 %        |
| St. Petersburg Times       | 20 au 22 octobre            | 49 %         | 42 %        | 7          | 800         | ± 3.5 %        |
| Strategic Vision           | 20 au 22 octobre            | 46 %         | 48 %        | 2          | 1 200       | ± 3.0 %        |
| NBC News/Mason-Dixon       | 20 au 21 octobre            | 45 %         | 46 %        | 1          | 625         | ± 4.0 %        |
| Quinnipiac University      | 16 au 21 octobre            | 49 %         | 44 %        | 5          | 1 433       | ± 2.6 %        |
| Fox News/Rasmussen Reports | 19 octobre                  | 48 %         | 49 %        | 1          | 1 000       | ± 3.0 %        |
| Public Policy Polling      | 16 au 19 octobre            | 48 %         | 47 %        | 1          | 1 158       | ± 2.9 %        |
| SurveyUSA                  | 16 octobre                  | 47 %         | 49 %        | 2          | 553         | ± 4.3 %        |
| Research 2000              | 13 au 15 octobre            | 49 %         | 45 %        | 4          | 600         | ± 4.0 %        |
| CNN/Time                   | 11 au 14 octobre            | 51 %         | 46 %        | 5          | 765         | ± 3.5 %        |
| InAdv/PollPosition         | 13 octobre                  | 48 %         | 44 %        | 4          | 612         | ± 3.8 %        |
| Fox News/Rasmussen Reports | 12 octobre                  | 51 %         | 46 %        | 5          | 1 000       | ± 3.0 %        |
| Rasmussen Reports          | 8 octobre                   | 50 %         | 47 %        | 3          | 700         | ± 4.0 %        |
| Strategic Vision           | 6 au 8 octobre              | 52 %         | 44 %        | 8          | 1 200       | ± 3.0 %        |
| Research 2000              | 6 au 8 octobre              | 49 %         | 44 %        | 5          | 600         | ± 4.0 %        |
| Mason-Dixon                | 4 au 6 octobre              | 48 %         | 46 %        | 2          | 625         | ± 4.0 %        |
| Fox News/Rasmussen Reports | 5 octobre                   | 52 %         | 45 %        | 7          | 1 000       | ± 3.0 %        |
| Florida Chamber            | 30 septembre au 1er octobre | 42 %         | 45 %        | 3          | 619         | ± 4.0 %        |
| InAdv/PollPosition         | 30 septembre                | 49 %         | 46 %        | 3          | 532         | ± 4.0 %        |
| CNN/Time                   | 28 au 30 septembre          | 51 %         | 47 %        | 4          | 770         | ± 3.5 %        |
| Quinnipiac University      | 27 au 29 septembre          | 51 %         | 43 %        | 8          | 836         | ± 3.4 %        |
| SurveyUSA                  | 27 au 28 septembre          | 47 %         | 48 %        | 1          | 599         | ± 4.1 %        |
| Public Policy Polling      | 27 au 28 septembre          | 49 %         | 46 %        | 3          | 941         | ± 3.2 %        |
| Rasmussen Reports          | 24 septembre                | 47 %         | 48 %        | 1          | 700         | ± 4.0 %        |
| Strategic Vision           | 21 au 23 septembre          | 45 %         | 48 %        | 3          | 1 200       | ± 3.5 %        |
| Fox News/Rasmussen Reports | 21 septembre                | 46 %         | 51 %        | 5          | 500         | ± 4.5 %        |
| NBC News/Mason-Dixon       | 16 au 18 septembre          | 47 %         | 45 %        | 2          | 625         | ± 4.0 %        |
| Research 2000              | 15 au 18 septembre          | 45 %         | 46 %        | 1          | 600         | ± 4.0 %        |
| SurveyUSA                  | 16 au 17 septembre          | 45 %         | 51 %        | 6          | 707         | ± 3.8 %        |
| Miami Herald/SP Times      | 14 au 17 septembre          | 45 %         | 47 %        | 2          | 800         | ± 3.5 %        |
| CNN/Time                   | 14 au 16 septembre          | 48 %         | 48 %        | Égalité    | 907         | ± 3.5 %        |
| National Journal/FD        | 11 au 15 septembre          | 44 %         | 44 %        | Égalité    | 400         | ± 4.9 %        |
| Fox News/Rasmussen Reports | 14 septembre                | 44 %         | 49 %        | 5          | 500         | ± 4.5 %        |
| InAdv/PollPosition         | 10 septembre                | 42 %         | 50 %        | 8          | 511         | ± 4.3 %        |
| Quinnipiac University      | 5 au 9 septembre            | 43 %         | 50 %        | 7          | 1 032       | ± 2.7 %        |
| Fox News/Rasmussen Reports | 7 septembre                 | 48 %         | 48 %        | Égalité    | 500         | ± 4.5 %        |
| Public Policy Polling      | 6 au 7 septembre            | 45 %         | 50 %        | 5          | 986         | ± 3.1 %        |

### Géorgie
15 grands électeurs
Vainqueur: John McCain
Source: RealClearPolitics
| Source                | Date                        | Barack Obama | John McCain | Différence | Échantillon | Marge d'erreur |
| --------------------- | --------------------------- | ------------ | ----------- | ---------- | ----------- | -------------- |
| InAdv/PollPosition    | 2 novembre                  | 47 %         | 48 %        | 1          | 512         | ± 4.0 %        |
| Public Policy Polling | 31 octobre au 2 novembre    | 48 %         | 50 %        | 2          | 1 253       | ± 2.8 %        |
| Strategic Vision      | 31 octobre au 2 novembre    | 46 %         | 50 %        | 4          | 800         | ± 3.0 %        |
| SurveyUSA             | 30 octobre au 2 novembre    | 45 %         | 52 %        | 7          | 683         | ± 3.8 %        |
| Rasmussen Reports     | 30 octobre                  | 47 %         | 52 %        | 5          | 500         | ± 4.5 %        |
| Research 2000         | 28 au 30 octobre            | 44 %         | 47 %        | 3          | 600         | ± 4.0 %        |
| CNN/Time              | 23 au 28 octobre            | 47 %         | 52 %        | 5          | 690         | ± 3.5 %        |
| InAdv/PollPosition    | 27 octobre                  | 47 %         | 48 %        | 1          | 637         | ± 3.8 %        |
| InAdv/PollPosition    | 23 octobre                  | 48 %         | 47 %        | 1          | 615         | ± 3.8 %        |
| NBC News/Mason-Dixon  | 22 au 23 octobre            | 43 %         | 49 %        | 6          | 625         | ± 4.0 %        |
| Rasmussen Reports     | 22 octobre                  | 46 %         | 51 %        | 5          | 500         | ± 4.5 %        |
| Strategic Vision      | 20 au 22 octobre            | 45 %         | 51 %        | 6          | 800         | ± 3.0 %        |
| Research 2000         | 14 au 15 octobre            | 43 %         | 49 %        | 6          | 600         | ± 4.0 %        |
| CNN/Time              | 11 au 14 octobre            | 45 %         | 53 %        | 8          | 718         | ± 3.5 %        |
| SurveyUSA             | 11 au 12 octobre            | 43 %         | 51 %        | 8          | 547         | ± 4.3 %        |
| InAdv/PollPosition    | 9 octobre                   | 46 %         | 49 %        | 3          | 531         | ± 4.0 %        |
| Rasmussen Reports     | 7 octobre                   | 45 %         | 54 %        | 9          | 500         | ± 4.5 %        |
| Strategic Vision      | 5 au 7 octobre              | 43 %         | 50 %        | 7          | 800         | ± 3.0 %        |
| Research 2000         | 29 septembre au 1er octobre | 43 %         | 50 %        | 7          | 600         | ± 4.0 %        |
| InAdv/PollPosition    | 30 septembre                | 44 %         | 50 %        | 6          | 561         | ± 4.0 %        |
| InAdv/PollPosition    | 28 au 29 septembre          | 44 %         | 52 %        | 8          | 677         | ± 3.8 %        |
| InAdv/PollPosition    | 17 septembre                | 43 %         | 51 %        | 8          | 506         | ± 4.3 %        |
| SurveyUSA             | 14 au 16 septembre          | 41 %         | 57 %        | 16         | 684         | ± 3.8 %        |
| InAdv/PollPosition    | 10 septembre                | 38 %         | 56 %        | 18         | 503         | ± 4.0 %        |

### Hawaii
4 grands électeurs
Vainqueur: Barack Obama

### Idaho
4 grands électeurs
Vainqueur: John McCain

### Illinois
21 grands électeurs
Vainqueur: Barack Obama

### Indiana
11 grands électeurs
Vainqueur: Barack Obama
Source: RealClearPolitics
| Source                | Date de réalisation       | Barack Obama | John McCain | Différence | Échantillon | Marge d'erreur |
| --------------------- | ------------------------- | ------------ | ----------- | ---------- | ----------- | -------------- |
| Reuters/Zogby         | 31 octobre au 3 novembre  | 45 %         | 50 %        | 5          | 585         | ± 4.1 %        |
| Public Policy Polling | 31 octobre au 2 novembre  | 49 %         | 48 %        | 1          | 2 634       | ± 1.9 %        |
| ARG                   | 28 au 31 octobre          | 48 %         | 48 %        | Égalité    | 600         | ± 4.0 %        |
| Downs Center/SUSA     | 27 au 30 octobre          | 47 %         | 47 %        | Égalité    | 900         | ± 3.3 %        |
| Rasmussen Reports     | 28 au 29 octobre          | 46 %         | 49 %        | 3          | 500         | ± 4.5 %        |
| Indy Star/Selzer      | 26 au 28 octobre          | 46 %         | 45 %        | 1          | 606         | ± 4.0 %        |
| Research 2000         | 24 au 28 octobre          | 47 %         | 47 %        | Égalité    | 800         | ± 3.5 %        |
| Reuters/Zogby         | 23 au 26 octobre          | 44 %         | 50 %        | 6          | 601         | ± 4.1 %        |
| Research 2000         | 23 au 25 octobre          | 48 %         | 47 %        | 1          | 600         | ± 4.0 %        |
| Howey-Gauge           | 23 au 24 octobre          | 45 %         | 47 %        | 2          | 600         | ± 4.1 %        |
| SurveyUSA             | 21 au 22 octobre          | 49 %         | 45 %        | 1          | 631         | ± 4.0 %        |
| Big10 Battleground    | 19 au 22 octobre          | 51 %         | 41 %        | 10         | 586         | ± 4.2 %        |
| Public Policy Polling | 18 au 19 octobre          | 48 %         | 46 %        | 2          | 1 411       | ± 2.6 %        |
| Rasmussen Reports     | 7 octobre                 | 43 %         | 50 %        | 7          | 500         | ± 4.5 %        |
| CNN/Time              | 3 au 6 octobre            | 46 %         | 51 %        | 5          | 677         | ± 4.0 %        |
| Research 2000         | 29 septembre au 3 octobre | 46 %         | 46 %        | Égalité    | 800         | ± 3.5 %        |
| Research 2000         | 28 au 30 septembre        | 45 %         | 46 %        | 1          | 600         | ± 4.0 %        |
| SurveyUSA             | 28 au 29 septembre        | 45 %         | 48 %        | 3          | 687         | ± 3.8 %        |
| Rasmussen Reports     | 17 au 18 septembre        | 47 %         | 49 %        | 2          | 500         | ± 4.5 %        |
| Big10 Battleground    | 14 au 17 septembre        | 43 %         | 47 %        | 4          | 612         | ± 4.0 %        |
| Indy Star/Selzer      | 14 au 16 septembre        | 47 %         | 43 %        | 4          | 600         | ± 4.0 %        |
| CNN/Time              | 13 au 14 septembre        | 45 %         | 51 %        | 6          | 890         | ± 3.5 %        |

### Iowa
7 grands électeurs
Vainqueur: Barack Obama
Source: RealClearPolitics
| Source               | Date de réalisation | Barack Obama | John McCain | Différence | Échantillon | Marge d'erreur |
| -------------------- | ------------------- | ------------ | ----------- | ---------- | ----------- | -------------- |
| Des Moines Register  | 28 au 31 octobre    | 54 %         | 37 %        | 17         | 814         | ± 3.4 %        |
| SurveyUSA            | 28 au 29 octobre    | 55 %         | 40 %        | 15         | 658         | ± 3.9 %        |
| Research 2000        | 27 au 29 octobre    | 53 %         | 39 %        | 14         | 600         | ± 4.0 %        |
| Marist Poll          | 23 au 24 octobre    | 52 %         | 42 %        | 10         | 645         | ± 4.0 %        |
| Rasmussen Reports    | 23 octobre          | 52 %         | 44 %        | 8          | 700         | ± 4.0 %        |
| NBC News/Mason-Dixon | 22 au 23 octobre    | 51 %         | 40 %        | 11         | 625         | ± 4.0 %        |
| Big10 Battleground   | 19 au 22 octobre    | 52 %         | 39 %        | 13         | 586         | ± 4.2 %        |
| Research 2000        | 19 au 22 octobre    | 54 %         | 39 %        | 15         | 600         | ± 4.0 %        |
| SurveyUSA            | 8 au 9 octobre      | 54 %         | 41 %        | 13         | 692         | ± 3.8 %        |
| Research 2000        | 29 au 30 septembre  | 55 %         | 39 %        | 16         | 600         | ± 4.0 %        |
| Rasmussen Reports    | 25 septembre        | 51 %         | 43 %        | 8          | 700         | ± 4.0 %        |
| Marist Poll          | 18 au 21 septembre  | 51 %         | 41 %        | 10         | 467         | ± 4.0 %        |
| SurveyUSA            | 17 au 18 septembre  | 54 %         | 43 %        | 11         | 702         | ± 3.8 %        |
| Research 2000        | 15 au 17 septembre  | 53 %         | 39 %        | 14         | 600         | ± 4.0 %        |
| Big10 Battleground   | 14 au 17 septembre  | 45 %         | 45 %        | Égalité    | 643         | ± 4.0 %        |
| Des Moines Register  | 8 au 10 septembre   | 52 %         | 40 %        | 12         | 616         | ± 4.0 %        |

### Kansas
6 grands électeurs
Vainqueur: John McCain
Source: RealClearPolitics
| Source            | Date de réalisation | Barack Obama | John McCain | Différence | Échantillon | Marge d'erreur |
| ----------------- | ------------------- | ------------ | ----------- | ---------- | ----------- | -------------- |
| SurveyUSA         | 27 au 28 octobre    | 37 %         | 58 %        | 21         | 626         | ± 3.9 %        |
| SurveyUSA         | 21 au 22 octobre    | 41 %         | 53 %        | 12         | 613         | ± 4.0 %        |
| Rasmussen Reports | 13 octobre          | 41 %         | 54 %        | 13         | 500         | ± 4.5 %        |
| SurveyUSA         | 21 au 22 septembre  | 41 %         | 53 %        | 12         | 666         | ± 3.9 %        |
| Rasmussen Reports | 18 septembre        | 38 %         | 58 %        | 20         | 500         | ± 4.5 %        |

### Kentucky
8 grands électeurs
Vainqueur: John McCain
Source: RealClearPolitics
| Source        | Date de réalisation        | Barack Obama | John McCain | Différence | Échantillon | Marge d'erreur |
| ------------- | -------------------------- | ------------ | ----------- | ---------- | ----------- | -------------- |
| SurveyUSA     | 29 octobre au 1er novembre | 40 %         | 56 %        | 16         | 616         | ± 4.0 %        |
| Research 2000 | 19 au 21 octobre           | 39 %         | 55 %        | 16         | 600         | ± 4.0 %        |
| SurveyUSA     | 18 au 20 octobre           | 41 %         | 54 %        | 13         | 535         | ± 4.3 %        |
| SurveyUSA     | 21 au 22 septembre         | 38 %         | 57 %        | 19         | 672         | ± 3.8 %        |
| Research 2000 | 15 au 17 septembre         | 37 %         | 55 %        | 18         | 600         | ± 4.0 %        |

### Louisiane
9 grands électeurs
Vainqueur: John McCain
Source: RealClearPolitics
| Source       | Date de réalisation | Barack Obama | John McCain | Différence | Échantillon | Marge d'erreur |
| ------------ | ------------------- | ------------ | ----------- | ---------- | ----------- | -------------- |
| SE Louisiana | 20 au 23 octobre    | 38 %         | 51 %        | 13         | 503         | ± 4.5 %        |

### Maine
4 grands électeurs
Vainqueur: Barack Obama
Source: RealClearPolitics
| Source    | Date de réalisation | Barack Obama | John McCain | Différence | Échantillon | Marge d'erreur |
| --------- | ------------------- | ------------ | ----------- | ---------- | ----------- | -------------- |
| SurveyUSA | 19 au 20 octobre    | 54 %         | 39 %        | 15         | 642         | ± 3.9 %        |
| SurveyUSA | 22 au 24 septembre  | 49 %         | 44 %        | 5          | 675         | ± 3.8 %        |

### Maryland
10 grands électeurs
Vainqueur: Barack Obama

### Massachusetts
12 grands électeurs
Vainqueur: Barack Obama
Source: RealClearPolitics
| Source    | Date de réalisation | Barack Obama | John McCain | Différence | Échantillon | Marge d'erreur |
| --------- | ------------------- | ------------ | ----------- | ---------- | ----------- | -------------- |
| SurveyUSA | 27 au 28 octobre    | 56 %         | 39 %        | 17         | 658         | ± 3.9 %        |
| SurveyUSA | 13 au 14 octobre    | 59 %         | 35 %        | 24         | 624         | ± 3.9 %        |
| SurveyUSA | 22 au 23 septembre  | 55 %         | 39 %        | 16         | 679         | ± 3.8 %        |

### Michigan
17 grands électeurs
Vainqueur: Barack Obama
Source: RealClearPolitics
| Source                    | Date de réalisation         | Barack Obama | John McCain | Différence | Échantillon | Marge d'erreur |
| ------------------------- | --------------------------- | ------------ | ----------- | ---------- | ----------- | -------------- |
| Mitchell Research         | 3 novembre                  | 54 %         | 38 %        | 16         | 400         | ± 5.0 %        |
| Detroit Free Press        | 28 au 31 octobre            | 53 %         | 37 %        | 16         | 616         | ± 4.0 %        |
| Public Policy Polling     | 28 au 30 octobre            | 55 %         | 42 %        | 13         | 1 532       | ± 2.5 %        |
| Mitchell Research         | 26 au 30 octobre            | 54 %         | 40 %        | 14         | 600         | ± 4.0 %        |
| Strategic Vision          | 27 au 29 octobre            | 54 %         | 41 %        | 13         | 1 200       | ± 3.0 %        |
| Rasmussen Reports         | 28 octobre                  | 53 %         | 43 %        | 10         | 500         | ± 4.5 %        |
| EPIC/MRA                  | 26 au 28 octobre            | 50 %         | 38 %        | 12         | 600         | ± 4.0 %        |
| Big10 Battleground        | 19 au 22 octobre            | 58 %         | 36 %        | 22         | 562         | ± 4.2 %        |
| EPIC/MRA                  | 19 au 20 octobre            | 51 %         | 37 %        | 14         | 400         | ± 4.9 %        |
| Quinnipiac University     | 8 au 12 octobre             | 54 %         | 38 %        | 16         | 1 043       | ± 3.0 %        |
| Rasmussen Reports         | 8 octobre                   | 56 %         | 40 %        | 16         | 500         | ± 4.5 %        |
| Public Policy Polling     | 29 septembre au 1er octobre | 51 %         | 41 %        | 10         | 731         | ± 3.6 %        |
| Detroit Free Press        | 29 septembre au 1er octobre | 51 %         | 38 %        | 13         | 602         | ± 4.0 %        |
| Strategic Vision          | 22 au 24 septembre          | 48 %         | 45 %        | 3          | 1 200       | ± 3.0 %        |
| CNN/Time                  | 21 au 23 septembre          | 51 %         | 46 %        | 5          | 755         | ± 3.5 %        |
| NBC News/Mason-Dixon      | 18 au 23 septembre          | 46 %         | 46 %        | Égalité    | 625         | ± 4.0 %        |
| EPIC/MRA                  | 20 au 22 septembre          | 48 %         | 38 %        | 10         | 400         | ± 4.9 %        |
| National Journal/FD       | 18 au 22 septembre          | 47 %         | 39 %        | 8          | 406         | ± 4.9 %        |
| Fox New/Rasmussen Reports | 21 septembre                | 51 %         | 44 %        | 7          | 500         | ± 4.5 %        |
| Quinnipiac University     | 14 au 21 septembre          | 48 %         | 44 %        | 4          | 1 346       | ± 2.7 %        |
| MRG                       | 15 au 20 septembre          | 43 %         | 46 %        | 3          | 600         | ± 4.1 %        |
| Marist Poll               | 16 au 17 septembre          | 52 %         | 43 %        | 9          | 599         | ± 3.5 %        |
| Big10 Battleground        | 14 au 17 septembre          | 48 %         | 44 %        | 9          | 600         | ± 4.0 %        |
| EPIC/MRA                  | 14 au 17 septembre          | 43 %         | 42 %        | 1          | 602         | ± 4.0 %        |
| InAdv/PollPosition        | 10 septembre                | 44 %         | 45 %        | 1          | 503         | ± 4.3 %        |
| Rasmussen Reports         | 10 septembre                | 51 %         | 46 %        | 5          | 700         | ± 4.0 %        |
| CNN/Time                  | 7 au 9 septembre            | 49 %         | 45 %        | 4          | 966         | ± 3.0 %        |
| Public Policy Polling     | 6 au 7 septembre            | 47 %         | 46 %        | 1          | 1 147       | ± 2.9 %        |
| Strategic Vision          | 5 au 7 septembre            | 45 %         | 44 %        | 1          | 1 200       | ± 3.0 %        |

### Minnesota
10 grands électeurs
Vainqueur: Barack Obama
Source: RealClearPolitics
| Source                     | Date de réalisation         | Barack Obama | John McCain | Différence | Échantillon | Marge d'erreur |
| -------------------------- | --------------------------- | ------------ | ----------- | ---------- | ----------- | -------------- |
| SurveyUSA                  | 30 octobre au 1er novembre  | 49 %         | 46 %        | 3          | 669         | ± 3.9 %        |
| Star Tribune               | 29 au 31 octobre            | 53 %         | 42 %        | 11         | 933         | ± 4.1 %        |
| Public Policy Polling      | 28 au 30 octobre            | 57 %         | 41 %        | 16         | 1 050       | ± 3.0 %        |
| Research 2000              | 27 au 29 octobre            | 53 %         | 38 %        | 15         | 600         | ± 4.0 %        |
| Rasmussen Reports          | 28 octobre                  | 55 %         | 43 %        | 12         | 500         | ± 4.5 %        |
| NBC News/Mason-Dixon       | 27 au 28 octobre            | 48 %         | 40 %        | 8          | 625         | ± 4.0 %        |
| Minnesota Public Radio     | 24 au 28 octobre            | 56 %         | 37 %        | 19         | 451         | ± 4.6 %        |
| Rasmussen Reports          | 22 octobre                  | 56 %         | 41 %        | 15         | 500         | ± 4.5 %        |
| Big10 Battleground         | 19 au 22 octobre            | 57 %         | 38 %        | 19         | 583         | ± 4.2 %        |
| St. Cloud State University | 14 au 22 octobre            | 42 %         | 37 %        | 5          | 509         | ± 4.6 %        |
| National Journal/FD        | 16 au 20 octobre            | 50 %         | 40 %        | 10         | 402         | ± 4.9 %        |
| SurveyUSA                  | 16 au 18 octobre            | 50 %         | 44 %        | 6          | 655         | ± 3.9 %        |
| Star Tribune               | 16 au 17 octobre            | 52 %         | 41 %        | 11         | 1 049       | ± 3.8 %        |
| Research 2000              | 15 au 16 octobre            | 52 %         | 39 %        | 13         | 600         | ± 4.0 %        |
| Quinnipiac University      | 8 au 12 octobre             | 51 %         | 40 %        | 11         | 1 043       | ± 3.0 %        |
| Rasmussen Reports          | 7 octobre                   | 52 %         | 45 %        | 7          | 500         | ± 4.5 %        |
| ARG                        | 4 au 7 octobre              | 47 %         | 46 %        | 1          | 600         | ± 4.0 %        |
| Minnesota Public Radio     | 3 au 5 octobre              | 54 %         | 40 %        | 14         | 418         | ± 4.8 %        |
| Star Tribune               | 30 septembre au 2 octobre   | 55 %         | 37 %        | 18         | 1 084       | ± 3.7 %        |
| SurveyUSA                  | 30 septembre au 1er octobre | 46 %         | 47 %        | 1          | 725         | ± 3.7 %        |
| CNN/Time                   | 28 au 30 septembre          | 54 %         | 43 %        | 11         | 849         | ± 3.5 %        |
| Quinnipiac University      | 14 au 21 septembre          | 47 %         | 45 %        | 2          | 1 301       | ± 2.7 %        |
| Rasmussen Reports          | 18 septembre                | 52 %         | 44 %        | 8          | 500         | ± 4.5 %        |
| Big10 Battleground         | 14 au 17 septembre          | 47 %         | 45 %        | 2          | 610         | ± 4.0 %        |
| Big10 Battleground         | 10 au 12 septembre          | 45 %         | 45 %        | Égalité    | 1 106       | ± 3.9 %        |
| SurveyUSA                  | 10 au 11 septembre          | 49 %         | 47 %        | 2          | 734         | ± 3.7 %        |

### Mississippi
6 grands électeurs
Vainqueur: John McCain
Source: RealClearPolitics
| Source            | Date de réalisation | Barack Obama | John McCain | Différence | Échantillon | Marge d'erreur |
| ----------------- | ------------------- | ------------ | ----------- | ---------- | ----------- | -------------- |
| Research 2000     | 27 au 29 octobre    | 40 %         | 53 %        | 13         | 600         | ± 4.0 %        |
| Rasmussen Reports | 27 octobre          | 45 %         | 53 %        | 8          | 500         | ± 4.5 %        |
| Press Register    | 13 au 23 octobre    | 33 %         | 46 %        | 13         | 405         | ± 5.0 %        |
| Research 2000     | 14 au 15 octobre    | 40 %         | 50 %        | 10         | 600         | ± 4.0 %        |
| Rasmussen Reports | 30 septembre        | 44 %         | 52 %        | 8          | 500         | ± 4.5 %        |
| Research 2000     | 8 au 10 septembre   | 37 %         | 55 %        | 18         | 600         | ± 4.0 %        |

### Missouri
11 grands électeurs
Vainqueur: John McCain
Source: RealClearPolitics
| Source                      | Date de réalisation      | Barack Obama | John McCain | Différence | Échantillon | Marge d'erreur |
| --------------------------- | ------------------------ | ------------ | ----------- | ---------- | ----------- | -------------- |
| Reuters/Zogby               | 31 octobre au 3 novembre | 49 %         | 49 %        | Égalité    | 585         | ± 4.1 %        |
| Fox News/Rasmussen Reports  | 2 novembre               | 49 %         | 49 %        | Égalité    | 1 000       | ± 3.0 %        |
| Public Policy Polling       | 31 octobre au 2 novembre | 49 %         | 49 %        | Égalité    | 1 343       | ± 2.7 %        |
| SurveyUSA                   | 30 octobre au 2 novembre | 48 %         | 48 %        | Égalité    | 674         | ± 3.9 %        |
| Mason-Dixon                 | 29 au 30 octobre         | 46 %         | 47 %        | 1          | 625         | ± 4.0 %        |
| ARG                         | 28 au 30 octobre         | 48 %         | 48 %        | Égalité    | 600         | ± 4.0 %        |
| Politico/InAdv              | 29 octobre               | 47 %         | 50 %        | 3          | 814         | ± 3.4 %        |
| CNN/Time                    | 23 au 28 octobre         | 48 %         | 50 %        | 2          | 774         | ± 3.5 %        |
| Rasmussen Reports           | 26 octobre               | 48 %         | 47 %        | 1          | 1 000       | ± 3.0 %        |
| SurveyUSA                   | 25 au 26 octobre         | 48 %         | 48 %        | Égalité    | 672         | ± 3.9 %        |
| Reuters/Zogby               | 23 au 26 octobre         | 48 %         | 46 %        | 2          | 601         | ± 4.1 %        |
| NBC News/Mason-Dixon        | 22 au 23 octobre         | 45 %         | 46 %        | 1          | 625         | ± 4.0 %        |
| Post-Dispatch/Research 2000 | 20 au 23 octobre         | 48 %         | 47 %        | 1          | 800         | ± 3.5 %        |
| Fox News/Rasmussen Reports  | 19 octobre               | 49 %         | 44 %        | 5          | 1 000       | ± 3.0 %        |
| Suffolk University          | 17 au 19 octobre         | 44 %         | 45 %        | 1          | 600         | ± 4.0 %        |
| Rasmussen Reports           | 15 octobre               | 52 %         | 46 %        | 6          | 700         | ± 4.5 %        |
| CNN/Time                    | 11 au 14 octobre         | 48 %         | 49 %        | 1          | 763         | ± 3.5 %        |
| Fox News/Rasmussen Reports  | 12 octobre               | 50 %         | 47 %        | 3          | 1 000       | ± 3.0 %        |
| SurveyUSA                   | 11 au 12 octobre         | 51 %         | 43 %        | 8          | 546         | ± 4.3 %        |
| Public Policy Polling       | 11 au 12 octobre         | 48 %         | 46 %        | 2          | 1 009       | ± 3.1 %        |
| ARG                         | 4 au 6 octobre           | 46 %         | 49 %        | 3          | 600         | ± 4.0 %        |
| Fox News/Rasmussen Reports  | 5 octobre                | 50 %         | 47 %        | 3          | 1 000       | ± 3.0 %        |
| CNN/Time                    | 28 au 30 septembre       | 49 %         | 48 %        | 1          | 744         | ± 3.5 %        |
| SurveyUSA                   | 23 au 24 septembre       | 46 %         | 48 %        | 2          | 705         | ± 3.8 %        |
| Post-Dispatch/Research 2000 | 22 au 24 septembre       | 46 %         | 47 %        | 1          | 800         | ± 3.5 %        |
| Post-Dispatch/Research 2000 | 15 au 18 septembre       | 45 %         | 49 %        | 4          | 800         | ± 3.5 %        |
| Rasmussen Reports           | 11 septembre             | 46 %         | 51 %        | 5          | 700         | ± 4.0 %        |
| CNN/Time                    | 7 au 9 septembre         | 45 %         | 50 %        | 5          | 940         | ± 3.0 %        |

### Montana
3 grands électeurs
Vainqueur: John McCain
Source: RealClearPolitics
| Source   | Date de réalisation | Barack Obama | John McCain | Différence | Échantillon | Marge d'erreur |
| -------- | ------------------- | ------------ | ----------- | ---------- | ----------- | -------------- |
| CNN/Time | 21 au 23 septembre  | 43 %         | 54 %        | 11         | 737         | ± 3.5 %        |

### Nebraska
5 grands électeurs
Vainqueur: John McCain

### Nevada
5 grands électeurs
Vainqueur: Barack Obama
Source: RealClearPolitics
| Source                | Date de réalisation      | Barack Obama | John McCain | Différence | Échantillon | Marge d'erreur |
| --------------------- | ------------------------ | ------------ | ----------- | ---------- | ----------- | -------------- |
| Reuters/Zogby         | 31 octobre au 3 novembre | 53 %         | 42 %        | 11         | 586         | ± 4.1 %        |
| ARG                   | 31 octobre au 3 novembre | 52 %         | 47 %        | 5          | 600         | ± 4.0 %        |
| Public Policy Polling | 31 octobre au 2 novembre | 51 %         | 47 %        | 4          | 1 243       | ± 2.8 %        |
| Mason-Dixon           | 28 au 29 octobre         | 47 %         | 43 %        | 4          | 625         | ± 4.0 %        |
| Reno Gazette-Journal  | 25 au 28 octobre         | 50 %         | 45 %        | 5          | 600         | ± 4.0 %        |
| CNN/Time              | 23 au 28 octobre         | 52 %         | 45 %        | 7          | 684         | ± 3.5 %        |
| Rasmussen Reports     | 27 octobre               | 50 %         | 46 %        | 4          | 700         | ± 4.0 %        |
| Suffolk University    | 26 octobre               | 50 %         | 40 %        | 10         | 450         | ± 4.6 %        |
| Reuters/Zogby         | 23 au 26 octobre         | 48 %         | 44 %        | 4          | 601         | ± 4.1 %        |
| Associated Press/GFK  | 22 au 26 octobre         | 52 %         | 40 %        | 12         | 628         | ± 3.9 %        |
| CNN/Time              | 19 au 21 octobre         | 51 %         | 46 %        | 5          | 700         | ± 3.5 %        |
| Politico/InAdv        | 19 octobre               | 47 %         | 47 %        | Égalité    | 690         | ± 3.6 %        |
| Rasmussen Reports     | 16 octobre               | 50 %         | 45 %        | 5          | 700         | ± 4.0 %        |
| InAdv/PollPosition    | 13 octobre               | 49 %         | 46 %        | 3          | 506         | ± 4.0 %        |
| Mason-Dixon           | 8 au 9 octobre           | 47 %         | 45 %        | 2          | 625         | ± 4.0 %        |
| InAdv/PollPosition    | 6 octobre                | 49 %         | 47 %        | 2          | 468         | ± 5.0 %        |
| Reno Gazette-Journal  | 3 au 6 octobre           | 50 %         | 43 %        | 7          | 600         | ± 4.0 %        |
| Rasmussen Reports     | 2 octobre                | 51 %         | 47 %        | 4          | 700         | ± 4.0 %        |
| InAdv/PollPosition    | 30 septembre             | 48 %         | 47 %        | 1          | 437         | ± 5.0 %        |
| CNN/Time              | 28 au 30 septembre       | 51 %         | 47 %        | 4          | 684         | ± 3.5 %        |
| ARG                   | 27 au 29 septembre       | 47 %         | 49 %        | 2          | 600         | ± 4.0 %        |
| Suffolk University    | 17 au 21 septembre       | 45 %         | 46 %        | 1          | 600         | ± 4.0 %        |
| Rasmussen Reports     | 11 septembre             | 46 %         | 49 %        | 3          | 700         | ± 4.0 %        |
| InAdv/PollPosition    | 10 septembre             | 45 %         | 46 %        | 1          | 518         | ± 4.2 %        |

### New Hampshire
4 grands électeurs
Vainqueur: Barack Obama
Source: RealClearPolitics
| Source                      | Date de réalisation      | Barack Obama | John McCain | Différence | Échantillon | Marge d'erreur |
| --------------------------- | ------------------------ | ------------ | ----------- | ---------- | ----------- | -------------- |
| University of New Hampshire | 30 octobre au 2 novembre | 53 %         | 42 %        | 11         | 830         | ± 3.9 %        |
| Rasmussen Reports           | 30 octobre               | 51 %         | 44 %        | 7          | 700         | ± 4.0 %        |
| SurveyUSA                   | 29 au 30 octobre         | 53 %         | 42 %        | 11         | 682         | ± 3.8 %        |
| ARG                         | 28 au 30 octobre         | 56 %         | 41 %        | 15         | 600         | ± 4.0 %        |
| Concord Monitor             | 28 au 30 octobre         | 51 %         | 44 %        | 7          | 600         | ± 4.0 %        |
| Suffolk University          | 27 au 29 octobre         | 53 %         | 40 %        | 13         | 600         | ± 4.0 %        |
| Strategic Vision            | 27 au 29 octobre         | 50 %         | 41 %        | 9          | 800         | ± 3.0 %        |
| University of New Hampshire | 25 au 27 octobre         | 58 %         | 33 %        | 25         | 652         | ± 3.8 %        |
| Associated Press/GFK        | 22 au 26 octobre         | 55 %         | 37 %        | 18         | 600         | ± 4.0 %        |
| NBC News/Mason-Dixon        | 23 au 25 octobre         | 50 %         | 39 %        | 11         | 625         | ± 4.0 %        |
| Rasmussen Reports           | 23 octobre               | 50 %         | 46 %        | 4          | 700         | ± 4.0 %        |
| Marist Poll                 | 22 au 23 octobre         | 50 %         | 45 %        | 5          | 655         | ± 4.0 %        |
| University of New Hampshire | 18 au 22 octobre         | 54 %         | 39 %        | 15         | 725         | ± 3.5 %        |
| Concord Monitor             | 17 au 19 octobre         | 50 %         | 43 %        | 7          | 600         | ± 4.0 %        |
| ARG                         | 6 au 8 octobre           | 52 %         | 43 %        | 9          | 600         | ± 4.0 %        |
| CNN/Time                    | 3 au 6 octobre           | 53 %         | 45 %        | 8          | 813         | ± 3.5 %        |
| SurveyUSA                   | 4 au 5 octobre           | 53 %         | 40 %        | 13         | 647         | ± 3.9 %        |
| Rasmussen Reports           | 1er octobre              | 53 %         | 43 %        | 10         | 700         | ± 4.0 %        |
| St. Anselm/SRBI             | 25 au 30 septembre       | 49 %         | 37 %        | 12         | 823         | ± 3.5 %        |
| Strategic Vision            | 22 au 24 septembre       | 46 %         | 45 %        | 1          | 800         | ± 3.0 %        |
| Concord Monitor             | 22 au 24 septembre       | 48 %         | 44 %        | 4          | 600         | ± 4.0 %        |
| Rasmussen Reports           | 23 septembre             | 47 %         | 49 %        | 2          | 700         | ± 4.0 %        |
| National Journal/FD         | 18 au 22 septembre       | 44 %         | 43 %        | 1          | 403         | ± 4.9 %        |
| Marist Poll                 | 17 au 21 septembre       | 51 %         | 45 %        | 6          | 604         | ± 3.5 %        |
| University of New Hampshire | 14 au 21 septembre       | 45 %         | 47 %        | 2          | 523         | ± 4.3 %        |
| CNN/Time                    | 7 au 9 septembre         | 51 %         | 45 %        | 6          | 899         | ± 3.0 %        |

### New Jersey
15 grands électeurs
Vainqueur: Barack Obama
Source: RealClearPolitics
| Source                         | Date de réalisation       | Barack Obama | John McCain | Différence | Échantillon | Marge d'erreur |
| ------------------------------ | ------------------------- | ------------ | ----------- | ---------- | ----------- | -------------- |
| Rasmussen Reports              | 2 novembre                | 57 %         | 42 %        | 19         | 500         | ± 4.5 %        |
| Monmouth University            | 29 au 31 octobre          | 55 %         | 34 %        | 21         | 801         | ± 3.5 %        |
| SurveyUSA                      | 29 au 30 octobre          | 52 %         | 42 %        | 10         | 632         | ± 4.0 %        |
| Fairleigh Dickinson University | 23 au 29 octobre          | 53 %         | 33 %        | 20         | 852         | ± 3.5 %        |
| Research 2000                  | 26 au 28 octobre          | 54 %         | 38 %        | 16         | 600         | ± 4.0 %        |
| Strategic Vision               | 24 au 26 octobre          | 53 %         | 38 %        | 15         | 800         | ± 3.0 %        |
| Marist Poll                    | 20 au 21 octobre          | 56 %         | 39 %        | 17         | 628         | ± 4.0 %        |
| Quinnipiac University          | 16 au 19 octobre          | 59 %         | 36 %        | 23         | 1 184       | ± 2.9 %        |
| Monmouth University            | 15 au 18 octobre          | 55 %         | 38 %        | 17         | 723         | ± 3.7 %        |
| SurveyUSA                      | 11 au 12 octobre          | 55 %         | 40 %        | 15         | 551         | ± 4.2 %        |
| Rasmussen Reports              | 7 octobre                 | 50 %         | 42 %        | 8          | 500         | ± 4.5 %        |
| Fairleigh Dickinson University | 29 septembre au 5 octobre | 50 %         | 37 %        | 23         | 790         | ± 3.5 %        |
| SurveyUSA                      | 27 au 28 septembre        | 52 %         | 42 %        | 10         | 611         | ± 4.0 %        |
| Strategic Vision               | 26 au 28 septembre        | 48 %         | 39 %        | 9          | 800         | ± 3.0 %        |
| Strategic Vision               | 14 au 16 septembre        | 47 %         | 43 %        | 4          | 800         | ± 3.0 %        |
| Monmouth University            | 11 au 14 septembre        | 49 %         | 41 %        | 8          | 589         | ± 4.0 %        |
| Research 2000                  | 9 au 11 septembre         | 50 %         | 41 %        | 9          | 600         | ± 4.0 %        |
| Marist Poll                    | 5 au 8 septembre          | 48 %         | 45 %        | 3          | 805         | ± 3.5 %        |
| Fairleigh Dickinson University | 4 au 7 septembre          | 47 %         | 41 %        | 6          | 872         | ± 3.5 %        |

### New York
31 grands électeurs
Vainqueur: Barack Obama
Source: RealClearPolitics
| Source        | Date de réalisation | Barack Obama | John McCain | Différence | Échantillon | Marge d'erreur |
| ------------- | ------------------- | ------------ | ----------- | ---------- | ----------- | -------------- |
| SurveyUSA     | 11 au 12 octobre    | 64 %         | 31 %        | 33         | 547         | ± 4.2 %        |
| Siena College | 28 au 30 septembre  | 58 %         | 36 %        | 22         | 631         | ± 3.9 %        |
| SurveyUSA     | 23 au 24 septembre  | 57 %         | 38 %        | 19         | 668         | ± 3.8 %        |

### Nouveau-Mexique
5 grands électeurs
Vainqueur: Barack Obama
Source: RealClearPolitics
| Source                | Date de réalisation       | Barack Obama | John McCain | Différence | Échantillon | Marge d'erreur |
| --------------------- | ------------------------- | ------------ | ----------- | ---------- | ----------- | -------------- |
| SurveyUSA             | 29 au 31 octobre          | 52 %         | 45 %        | 7          | 664         | ± 3.9 %        |
| Public Policy Polling | 28 au 30 octobre          | 58 %         | 41 %        | 17         | 1 537       | ± 2.5 %        |
| Rasmussen Reports     | 28 octobre                | 54 %         | 44 %        | 10         | 500         | ± 4.5 %        |
| Rasmussen Reports     | 13 octobre                | 55 %         | 42 %        | 13         | 700         | ± 4.0 %        |
| SurveyUSA             | 12 au 13 octobre          | 52 %         | 45 %        | 7          | 568         | ± 4.2 %        |
| Albuquerque Journal   | 29 septembre au 2 octobre | 45 %         | 40 %        | 5          | 659         | ± 3.8 %        |
| Rasmussen Reports     | 1er octobre               | 49 %         | 44 %        | 5          | 700         | ± 4.0 %        |
| SurveyUSA             | 29 au 30 septembre        | 52 %         | 44 %        | 8          | 689         | ± 3.8 %        |
| Public Policy Polling | 17 au 19 septembre        | 53 %         | 42 %        | 11         | 1 037       | ± 3.0 %        |
| SurveyUSA             | 14 au 16 septembre        | 52 %         | 44 %        | 8          | 671         | ± 3.9 %        |
| SurveyUSA             | 11 au 15 septembre        | 49 %         | 42 %        | 7          | 400         | ± 4.9 %        |
| Rasmussen Reports     | 8 septembre               | 47 %         | 49 %        | 2          | 700         | ± 4.0 %        |

### Ohio
20 grands électeurs
Vainqueur: Barack Obama
Source: RealClearPolitics
| Source                     | Date de réalisation       | Barack Obama | John McCain | Différence | Échantillon | Marge d'erreur |
| -------------------------- | ------------------------- | ------------ | ----------- | ---------- | ----------- | -------------- |
| Reuters/Zogby              | 31 octobre au 3 novembre  | 49 %         | 47 %        | 2          | 687         | ± 4.1 %        |
| Fox News/Rasmussen Reports | 2 novembre                | 49 %         | 49 %        | Égalité    | 1 000       | ± 3.0 %        |
| Public Policy Polling      | 31 octobre au 2 novembre  | 50 %         | 48 %        | 2          | 1 208       | ± 2.8 %        |
| Strategic Vision           | 31 octobre au 2 novembre  | 46 %         | 48 %        | 2          | 1 200       | ± 3.0 %        |
| SurveyUSA                  | 30 octobre au 2 novembre  | 48 %         | 46 %        | 2          | 660         | ± 3.9 %        |
| University of Cincinnati   | 29 octobre au 2 novembre  | 52 %         | 46 %        | 6          | 1 221       | ± 2.7 %        |
| Quinnipiac University      | 27 octobre au 2 novembre  | 50 %         | 43 %        | 7          | 1 574       | ± 2.5 %        |
| Columbus Dispatch          | 22 au 31 octobre          | 52 %         | 46 %        | 6          | 2 164       | ± 2.0 %        |
| Mason-Dixon                | 29 au 30 octobre          | 45 %         | 47 %        | 2          | 625         | ± 4.0 %        |
| CNN/Time                   | 23 au 28 octobre          | 51 %         | 47 %        | 4          | 779         | ± 3.5 %        |
| SurveyUSA                  | 26 au 27 octobre          | 49 %         | 45 %        | 4          | 648         | ± 3.9 %        |
| LA Times/Bloomberg         | 25 au 27 octobre          | 49 %         | 40 %        | 9          | 644         | ± 3.0 %        |
| National Journal/FD        | 23 au 27 octobre          | 48 %         | 41 %        | 7          | 404         | ± 4.9 %        |
| Fox News/Rasmussen Reports | 26 octobre                | 49 %         | 45 %        | 4          | 1 000       | ± 3.0 %        |
| Marist Poll                | 24 au 26 octobre          | 48 %         | 45 %        | 3          | 661         | ± 4.0 %        |
| Reuters/Zogby              | 23 au 26 octobre          | 50 %         | 45 %        | 5          | 600         | ± 4.1 %        |
| Associated Press/GFK       | 22 au 26 octobre          | 48 %         | 41 %        | 7          | 607         | ± 4.0 %        |
| Public Policy Polling      | 21 au 23 octobre          | 51 %         | 44 %        | 7          | 993         | ± 3.1 %        |
| Politico/InAdv             | 22 octobre                | 52 %         | 42 %        | 10         | 408         | ± 5.0 %        |
| Strategic Vision           | 20 au 22 octobre          | 45 %         | 48 %        | 3          | 1 200       | ± 3.0 %        |
| Big10 Battleground         | 19 au 22 octobre          | 53 %         | 41 %        | 12         | 564         | ± 4.2 %        |
| Ohio Newspaper Poll        | 18 au 22 octobre          | 49 %         | 46 %        | 3          | 886         | ± 3.3 %        |
| CNN/Time                   | 19 au 21 octobre          | 50 %         | 46 %        | 4          | 737         | ± 3.5 %        |
| Quinnipiac University      | 16 au 21 octobre          | 52 %         | 38 %        | 14         | 1 360       | ± 2.7 %        |
| Fox News/Rasmussen Reports | 19 octobre                | 47 %         | 49 %        | 2          | 1 000       | ± 4.0 %        |
| Suffolk University         | 17 au 19 octobre          | 51 %         | 42 %        | 9          | 600         | ± 4.0 %        |
| NBC News/Mason-Dixon       | 16 au 17 octobre          | 45 %         | 46 %        | 1          | 625         | ± 4.0 %        |
| Rasmussen Reports          | 14 octobre                | 49 %         | 49 %        | Égalité    | 700         | ± 4.0 %        |
| SurveyUSA                  | 12 au 13 octobre          | 50 %         | 45 %        | 5          | 575         | ± 4.2 %        |
| Fox News/Rasmussen Reports | 12 octobre                | 49 %         | 47 %        | 2          | 1 000       | ± 3.0 %        |
| InAdv/PollPosition         | 9 octobre                 | 49 %         | 44 %        | 5          | 509         | ± 4.0 %        |
| Strategic Vision           | 6 au 8 octobre            | 48 %         | 46 %        | 2          | 1 200       | ± 3.0 %        |
| Marist Poll                | 5 au 8 octobre            | 49 %         | 45 %        | 4          | 771         | ± 3.5 %        |
| Ohio Newspaper Poll        | 4 au 8 octobre            | 46 %         | 48 %        | 2          | 876         | ± 3.0 %        |
| ARG                        | 4 au 7 octobre            | 48 %         | 45 %        | 3          | 600         | ± 4.0 %        |
| CNN/Time                   | 3 au 6 octobre            | 50 %         | 47 %        | 3          | 749         | ± 3.5 %        |
| Fox News/Rasmussen Reports | 5 octobre                 | 47 %         | 48 %        | 1          | 1 000       | ± 3.0 %        |
| Public Policy Polling      | 4 au 5 octobre            | 49 %         | 43 %        | 6          | 1 239       | ± 2.8 %        |
| ABC News/Washing Post      | 3 au 5 octobre            | 51 %         | 45 %        | 6          | 772         | ± 3.5 %        |
| Columbus Dispatch          | 24 septembre au 3 octobre | 49 %         | 42 %        | 7          | 2 262       | ± 2.0 %        |
| InAdv/PollPosition         | 29 septembre              | 47 %         | 45 %        | 2          | 512         | ± 4.0 %        |
| SurveyUSA                  | 28 au 29 septembre        | 48 %         | 49 %        | 1          | 693         | ± 3.8 %        |
| Quinnipiac University      | 27 au 29 septembre        | 50 %         | 42 %        | 8          | 825         | ± 3.4 %        |
| Fox News/Rasmussen Reports | 28 septembre              | 47 %         | 48 %        | 1          | 500         | ± 4.5 %        |
| Rasmussen Reports          | 24 septembre              | 46 %         | 47 %        | 1          | 700         | ± 4.0 %        |
| InAdv/PollPosition         | 22 septembre              | 46 %         | 46 %        | Égalité    | 545         | ± 4.1 %        |
| Fox News/Rasmussen Reports | 21 septembre              | 46 %         | 50 %        | 4          | 500         | ± 4.5 %        |
| Big10 Battleground         | 14 au 17 septembre        | 46 %         | 45 %        | 1          | 619         | ± 4.0 %        |
| Ohio Newspaper Poll        | 12 au 16 septembre        | 42 %         | 48 %        | 6          | 869         | ± 3.3 %        |
| National Journal/FD        | 11 au 15 septembre        | 41 %         | 42 %        | 1          | 400         | ± 4.9 %        |
| Marist Poll                | 11 au 15 septembre        | 47 %         | 45 %        | 2          | 565         | ± 3.5 %        |
| Fox News/Rasmussen Reports | 14 septembre              | 45 %         | 48 %        | 3          | 500         | ± 4.5 %        |
| Public Policy Polling      | 13 au 14 septembre        | 44 %         | 48 %        | 4          | 1 077       | ± 3.0 %        |
| CNN/Time                   | 13 au 14 septembre        | 49 %         | 47 %        | 2          | 913         | ± 3.0 %        |
| SurveyUSA                  | 12 au 14 septembre        | 45 %         | 49 %        | 4          | 692         | ± 3.8 %        |
| InAdv/PollPosition         | 10 septembre              | 47 %         | 48 %        | 1          | 500         | ± 4.3 %        |
| University of Cincinnati   | 5 au 10 septembre         | 44 %         | 48 %        | 4          | 775         | ± 3.5 %        |
| Quinnipiac University      | 5 au 9 septembre          | 49 %         | 44 %        | 5          | 1 367       | ± 3.1 %        |
| Fox News/Rasmussen Reports | 7 septembre               | 44 %         | 51 %        | 7          | 500         | ± 4.0 %        |

### Oklahoma
7 grands électeurs
Vainqueur: John McCain
Source: RealClearPolitics
| Source    | Date de réalisation | Barack Obama | John McCain | Différence | Échantillon | Marge d'erreur |
| --------- | ------------------- | ------------ | ----------- | ---------- | ----------- | -------------- |
| SurveyUSA | 18 au 19 octobre    | 35 %         | 59 %        | 24         | 561         | ± 4.2 %        |
| SurveyUSA | 15 au 21 septembre  | 34 %         | 64 %        | 30         | 656         | ± 3.8 %        |
| SurveyUSA | 5 au 7 septembre    | 32 %         | 65 %        | 33         | 652         | ± 3.7 %        |

### Oregon
7 grands électeurs
Vainqueur: Barack Obama
Source: RealClearPolitics
| Source                | Date de réalisation | Barack Obama | John McCain | Différence | Échantillon | Marge d'erreur |
| --------------------- | ------------------- | ------------ | ----------- | ---------- | ----------- | -------------- |
| Rasmussen Reports     | 30 octobre          | 54 %         | 42 %        | 12         | 500         | ± 4.0 %        |
| Public Policy Polling | 28 au 30 octobre    | 57 %         | 42 %        | 15         | 1 424       | ± 2.6 %        |
| Research 2000         | 27 au 29 octobre    | 55 %         | 39 %        | 16         | 500         | ± 4.0 %        |
| SurveyUSA             | 25 au 26 octobre    | 57 %         | 38 %        | 19         | 672         | ± 3.8 %        |
| Riley Research        | 10 au 20 octobre    | 48 %         | 34 %        | 14         | 499         | ± 4.4 %        |
| Research 2000         | 14 au 15 octobre    | 53 %         | 38 %        | 15         | 600         | ± 4.0 %        |
| Rasmussen Reports     | 14 octobre          | 54 %         | 41 %        | 13         | 500         | ± 4.0 %        |
| SurveyUSA             | 11 au 12 octobre    | 57 %         | 40 %        | 17         | 584         | ± 4.1 %        |
| Rasmussen Reports     | 9 octobre           | 54 %         | 43 %        | 11         | 700         | ± 4.0 %        |
| Research 2000         | 22 au 24 septembre  | 53 %         | 39 %        | 14         | 600         | ± 4.0 %        |
| SurveyUSA             | 22 au 23 septembre  | 52 %         | 41 %        | 11         | 708         | ± 3.8 %        |
| Rasmussen Reports     | 15 septembre        | 51 %         | 47 %        | 4          | 700         | ± 4.0 %        |
| Portland Tribune      | 11 au 14 septembre  | 50 %         | 40 %        | 10         | 500         | ± 4.4 %        |
| Moore Information     | 10 au 11 septembre  | 43 %         | 37 %        | 6          | 408         | ± 5.0 %        |
| Hoffman Research      | 8 au 9 septembre    | 46 %         | 39 %        | 7          | 600         | ± 4.0 %        |

### Pennsylvanie
21 grands électeurs
Vainqueur: Barack Obama
Source: RealClearPolitics
| Source                     | Date de réalisation      | Barack Obama | John McCain | Différence | Échantillon | Marge d'erreur |
| -------------------------- | ------------------------ | ------------ | ----------- | ---------- | ----------- | -------------- |
| Reuters/Zogby              | 31 octobre au 3 novembre | 51 %         | 41 %        | 10         | 682         | ± 4.1 %        |
| SurveyUSA                  | 31 octobre au 3 novembre | 52 %         | 43 %        | 9          | 657         | ± 3.9 %        |
| Public Policy Polling      | 31 octobre au 2 novembre | 53 %         | 45 %        | 8          | 1 529       | ± 2.5 %        |
| Strategic Vision           | 31 octobre au 2 novembre | 51 %         | 44 %        | 7          | 1 200       | ± 3.0 %        |
| Morning Call               | 29 octobre au 2 novembre | 52 %         | 46 %        | 6          | 617         | ± 4.0 %        |
| Quinnipiac University      | 27 octobre au 2 novembre | 52 %         | 42 %        | 10         | 1 493       | ± 2.5 %        |
| Rasmussen Reports          | 1er novembre             | 52 %         | 46 %        | 6          | 700         | ± 4.0 %        |
| ARG                        | 29 au 31 octobre         | 51 %         | 45 %        | 6          | 600         | ± 4.0 %        |
| SurveyUSA                  | 29 au 31 octobre         | 51 %         | 44 %        | 7          | 700         | ± 3.8 %        |
| Strategic Vision           | 27 au 29 octobre         | 49 %         | 44 %        | 5          | 1 200       | ± 3.0 %        |
| NBC News/Mason-Dixon       | 27 au 28 octobre         | 47 %         | 43 %        | 4          | 625         | ± 4.0 %        |
| CNN/Time                   | 23 au 28 octobre         | 55 %         | 43 %        | 12         | 768         | ± 3.5 %        |
| Rasmussen Reports          | 27 octobre               | 53 %         | 45 %        | 8          | 500         | ± 4.5 %        |
| Marist Poll                | 26 au 27 octobre         | 55 %         | 41 %        | 14         | 713         | ± 4.0 %        |
| InAdv/PollPosition         | 26 octobre               | 51 %         | 42 %        | 9          | 588         | ± 3.8 %        |
| Associated Press/GFK       | 22 au 26 octobre         | 52 %         | 40 %        | 12         | 607         | ± 4.0 %        |
| Quinnipiac University      | 22 au 26 octobre         | 53 %         | 41 %        | 12         | 1 364       | ± 2.7 %        |
| Temple University          | 22 au 26 octobre         | 50 %         | 41 %        | 9          | 761         | ± 3.6 %        |
| Morning Call               | 19 au 23 octobre         | 52 %         | 40 %        | 12         | 608         | ± 4.0 %        |
| SurveyUSA                  | 21 au 22 octobre         | 53 %         | 41 %        | 12         | 620         | ± 4.0 %        |
| Strategic Vision           | 20 au 22 octobre         | 50 %         | 43 %        | 7          | 1 200       | ± 3.0 %        |
| Big10 Battleground         | 19 au 22 octobre         | 52 %         | 41 %        | 9          | 566         | ± 4.2 %        |
| Quinnipiac University      | 16 au 21 octobre         | 53 %         | 40 %        | 13         | 1 425       | ± 2.6 %        |
| Morning Call               | 16 au 20 octobre         | 53 %         | 41 %        | 12         | 600         | ± 4.0 %        |
| National Journal/FD        | 16 au 20 octobre         | 51 %         | 41 %        | 10         | 412         | ± 4.9 %        |
| Susquehanna                | 16 au 18 octobre         | 48 %         | 40 %        | 8          | 700         | ± 3.7 %        |
| Morning Call               | 10 au 14 octobre         | 52 %         | 38 %        | 14         | 584         | ± 4.0 %        |
| SurveyUSA                  | 11 au 13 octobre         | 55 %         | 40 %        | 15         | 516         | ± 4.4 %        |
| Marist Poll                | 5 au 8 octobre           | 53 %         | 41 %        | 12         | 757         | ± 3.5 %        |
| Strategic Vision           | 5 au 7 octobre           | 54 %         | 40 %        | 14         | 1 200       | ± 3.0 %        |
| Rasmussen Reports          | 6 octobre                | 54 %         | 41 %        | 13         | 700         | ± 4.0 %        |
| SurveyUSA                  | 5 au 6 octobre           | 55 %         | 40 %        | 15         | 653         | ± 3.9 %        |
| Morning Call               | 26 au 30 septembre       | 48 %         | 41 %        | 7          | 598         | ± 4.0 %        |
| Quinnipiac University      | 27 au 29 septembre       | 54 %         | 39 %        | 15         | 832         | ± 3.4 %        |
| Fox News/Rasmussen Reports | 28 septembre             | 50 %         | 42 %        | 8          | 500         | ± 4.5 %        |
| Franklin & Marshall        | 23 au 28 septembre       | 45 %         | 38 %        | 7          | 767         | ± 3.5 %        |
| Morning Call               | 21 au 25 septembre       | 47 %         | 43 %        | 4          | 577         | ± 4.5 %        |
| Rasmussen Reports          | 24 septembre             | 49 %         | 45 %        | 4          | 500         | ± 4.0 %        |
| SurveyUSA                  | 23 au 24 septembre       | 50 %         | 44 %        | 6          | 1 094       | ± 3.0 %        |
| CNN/Time                   | 21 au 23 septembre       | 53 %         | 44 %        | 9          | 730         | ± 3.5 %        |
| Strategic Vision           | 21 au 23 septembre       | 47 %         | 46 %        | 1          | 1 200       | ± 3.0 %        |
| Strategic Vision           | 18 au 22 septembre       | 43 %         | 41 %        | 2          | 406         | ± 4.9 %        |
| Fox News/Rasmussen Reports | 21 septembre             | 48 %         | 45 %        | 3          | 500         | ± 4.5 %        |
| NBC News/Mason-Dixon       | 16 au 18 septembre       | 46 %         | 44 %        | 2          | 625         | ± 4.0 %        |
| Big10 Battleground         | 14 au 17 septembre       | 45 %         | 45 %        | Égalité    | 600         | ± 4.0 %        |
| Marist Poll                | 11 au 15 septembre       | 49 %         | 44 %        | 5          | 535         | ± 3.5 %        |
| Fox News/Rasmussen Reports | 14 septembre             | 47 %         | 47 %        | Égalité    | 500         | ± 4.5 %        |
| Quinnipiac University      | 5 au 9 septembre         | 48 %         | 45 %        | 3          | 1 001       | ± 3.1 %        |
| Fox News/Rasmussen Reports | 7 septembre              | 47 %         | 45 %        | 2          | 500         | ± 4.5 %        |
| Strategic Vision           | 5 au 7 septembre         | 47 %         | 45 %        | 2          | 1 200       | ± 3.0 %        |

### Rhode Island
4 grands électeurs
Vainqueur: Barack Obama

### Tennessee
11 grands électeurs
Vainqueur: John McCain

### Texas
34 grands électeurs
Vainqueur: John McCain
Source: RealClearPolitics
| Source              | Date de réalisation | Barack Obama | John McCain | Différence | Échantillon | Marge d'erreur |
| ------------------- | ------------------- | ------------ | ----------- | ---------- | ----------- | -------------- |
| University of Texas | 15 au 22 octobre    | 40 %         | 51 %        | 11         | 550         | ± 4.2 %        |
| Rasmussen Reports   | 21 octobre          | 44 %         | 54 %        | 10         | 500         | ± 4.5 %        |
| Research 2000       | 14 au 15 octobre    | 40 %         | 52 %        | 12         | 600         | ± 4.0 %        |
| ARG                 | 5 au 8 octobre      | 38 %         | 57 %        | 19         | 600         | ± 4.0 %        |
| Rasmussen Reports   | 29 septembre        | 43 %         | 52 %        | 9'         | 500         | ± 4.5 %        |

### Utah
5 grands électeurs
Vainqueur: John McCain
Source: RealClearPolitics
| Source       | Date de réalisation | Barack Obama | John McCain | Différence | Échantillon | Marge d'erreur |
| ------------ | ------------------- | ------------ | ----------- | ---------- | ----------- | -------------- |
| Deseret News | 24 au 30 octobre    | 32 %         | 57 %        | 25         | 1 205       | ± 2.9 %        |
| Deseret News | 8 au 11 septembre   | 24 %         | 62 %        | 38         | 601         | ± 4.0 %        |

### Vermont
3 grands électeurs
Vainqueur: Barack Obama

### Virginie
13 grands électeurs
Vainqueur: Barack Obama
Source: RealClearPolitics
| Source                     | Date de réalisation         | Barack Obama | John McCain | Différence | Échantillon | Marge d'erreur |
| -------------------------- | --------------------------- | ------------ | ----------- | ---------- | ----------- | -------------- |
| Reuters/Zogby              | 31 octobre au 3 novembre    | 52 %         | 45 %        | 7          | 690         | ± 4.1 %        |
| ARG                        | 31 octobre au 3 novembre    | 51 %         | 47 %        | 4          | 600         | ± 4.0 %        |
| Fox News/Rasmussen Reports | 2 novembre                  | 51 %         | 47 %        | 4          | 1 000       | ± 3.0 %        |
| Public Policy Polling      | 31 octobre au 2 novembre    | 52 %         | 46 %        | 6          | 1 557       | ± 2.5 %        |
| SurveyUSA                  | 30 octobre au 1er novembre  | 50 %         | 46 %        | 4          | 672         | ± 3.9 %        |
| Mason-Dixon                | 29 au 30 octobre            | 47 %         | 44 %        | 3          | 625         | ± 4.0 %        |
| CNN/Time                   | 23 au 28 octobre            | 53 %         | 44 %        | 9          | 774         | ± 3.5 %        |
| Marist Poll                | 26 au 27 octobre            | 51 %         | 47 %        | 4          | 671         | ± 4.0 %        |
| National Journal/FD        | 23 au 27 octobre            | 48 %         | 44 %        | 4          | 404         | ± 4.9 %        |
| Fox News/Rasmussen Reports | 26 octobre                  | 51 %         | 47 %        | 4          | 1 000       | ± 3.0 %        |
| SurveyUSA                  | 25 au 26 octobre            | 52 %         | 43 %        | 9          | 671         | ± 3.9 %        |
| Reuters/Zogby              | 23 au 26 octobre            | 52 %         | 45 %        | 7          | 600         | ± 4.1 %        |
| Associated Press/GFK       | 22 au 26 octobre            | 49 %         | 42 %        | 7          | 601         | ± 4.0 %        |
| Roanoke College            | 19 au 26 octobre            | 48 %         | 39 %        | 8          | 614         | ± 4.0 %        |
| Washington Post            | 22 au 25 octobre            | 52 %         | 44 %        | 8          | 784         | ± 3.5 %        |
| VCU                        | 20 au 22 octobre            | 51 %         | 40 %        | 11         | 817         | ± 4.0 %        |
| NBC News/Mason-Dixon       | 20 au 21 octobre            | 47 %         | 45 %        | 2          | 625         | ± 4.0 %        |
| CNN/Time                   | 19 au 21 octobre            | 54 %         | 44 %        | 10         | 647         | ± 4.0 %        |
| SurveyUSA                  | 18 au 19 octobre            | 51 %         | 45 %        | 6          | 652         | ± 3.9 %        |
| Winthrop/ETV               | 28 septembre au 19 octobre  | 45 %         | 44 %        | 1          | 665         | ± 3.8 %        |
| Rasmussen Reports          | 16 octobre                  | 54 %         | 44 %        | 10         | 700         | ± 3.0 %        |
| CNN/Time                   | 11 au 14 octobre            | 53 %         | 43 %        | 10         | 698         | ± 3.5 %        |
| CNU Virginia Poll          | 11 au 14 octobre            | 53 %         | 47 %        | 6          | 500         | ± 4.4 %        |
| Fox News/Rasmussen Reports | 12 octobre                  | 50 %         | 47 %        | 3          | 1 000       | ± 3.0 %        |
| Public Policy Polling      | 6 au 7 octobre              | 51 %         | 43 %        | 8          | 917         | ± 3.2 %        |
| Fox News/Rasmussen Reports | 5 octobre                   | 50 %         | 48 %        | 2          | 1 000       | ± 3.0 %        |
| SurveyUSA                  | 4 au 5 octobre              | 53 %         | 43 %        | 10         | 666         | ± 3.9 %        |
| Mason-Dixon                | 29 septembre au 1er octobre | 45 %         | 48 %        | 3          | 625         | ± 4.0 %        |
| CNN/Time                   | 28 au 30 septembre          | 53 %         | 44 %        | 9          | 684         | ± 4.0 %        |
| InAdv/PollPosition         | 29 septembre                | 51 %         | 45 %        | 6          | 436         | ± 5.0 %        |
| ARG                        | 27 au 29 septembre          | 46 %         | 49 %        | 3          | 600         | ± 4.0 %        |
| Fox News/Rasmussen Reports | 28 septembre                | 50 %         | 47 %        | 3          | 500         | ± 4.5 %        |
| Rasmussen Reports          | 25 septembre                | 50 %         | 45 %        | 5          | 700         | ± 4.0 %        |
| NBC News/Mason-Dixon       | 17 au 22 septembre          | 44 %         | 47 %        | 3          | 625         | ± 4.0 %        |
| Fox News/Rasmussen Reports | 21 septembre                | 48 %         | 50 %        | 2          | 500         | ± 4.5 %        |
| SurveyUSA                  | 19 au 21 septembre          | 51 %         | 45 %        | 6          | 716         | ± 3.7 %        |
| ABC News/Washington Post   | 18 au 21 septembre          | 49 %         | 46 %        | 3          | 698         | ± 3.5 %        |
| InAdv/PollPosition         | 17 septembre                | 46 %         | 48 %        | 2          | 502         | ± 4.3 %        |
| National Journal/FD        | 11 au 15 septembre          | 41 %         | 48 %        | 7          | 400         | ± 4.9 %        |
| Rasmussen Reports          | 14 septembre                | 48 %         | 48 %        | Égalité    | 500         | ± 4.5 %        |
| Public Policy Polling      | 13 au 14 septembre          | 48 %         | 46 %        | 2          | 1 090       | ± 3.0 %        |
| SurveyUSA                  | 12 au 14 septembre          | 50 %         | 46 %        | 4          | 732         | ± 3.7 %        |
| CNU Virginia Poll          | 10 au 14 septembre          | 39 %         | 48 %        | 9          | 500         | ± 4.4 %        |
| CNN/Time                   | 7 au 9 septembre            | 46 %         | 50 %        | 4          | 923         | ± 3.0 %        |
| Rasmussen Reports          | 7 septembre                 | 47 %         | 49 %        | 2          | 500         | ± 3.0 %        |
| SurveyUSA                  | 5 au 7 septembre            | 47 %         | 49 %        | 2          | 717         | ± 3.7 %        |

### Virginie-Occidentale
5 grands électeurs
Vainqueur: John McCain

### Washington
11 grands électeurs
Vainqueur: Barack Obama
Source: RealClearPolitics
| Source              | Date                     | Barack Obama | John McCain | Différence | Échantillon | Marge d'erreur |
| ------------------- | ------------------------ | ------------ | ----------- | ---------- | ----------- | -------------- |
| Strategic Vision    | 31 octobre au 2 novembre | 55 %         | 40 %        | 15         | 800         | ± 3.0 %        |
| SurveyUSA           | 30 octobre au 2 novembre | 56 %         | 40 %        | 16         | 663         | ± 3.9 %        |
| The Washington Poll | 27 au 31 octobre         | 51 %         | 39 %        | 12         | 387         | ± 5.0 %        |
| SurveyUSA           | 26 au 27 octobre         | 56 %         | 39 %        | 17         | 630         | ± 4.0 %        |
| Strategic Vision    | 25 au 26 octobre         | 54 %         | 42 %        | 12         | 800         | ± 3.0 %        |
| The Washington Poll | 18 au 26 octobre         | 55 %         | 34 %        | 21         | 600         | ± 4.0 %        |
| Rasmussen Reports   | 22 octobre               | 54 %         | 43 %        | 11         | 500         | ± 4.5 %        |
| Elway Poll          | 16 au 19 octobre         | 55 %         | 36 %        | 19         | 405         | ± 5.0 %        |
| SurveyUSA           | 12 au 13 octobre         | 56 %         | 40 %        | 16         | 544         | ± 4.3 %        |
| Rasmussen Reports   | 7 octobre                | 53 %         | 43 %        | 10         | 700         | ± 4.0 %        |
| SurveyUSA           | 21 au 22 septembre       | 54 %         | 43 %        | 11         | 682         | ± 3.8 %        |
| Strategic Vision    | 14 au 16 septembre       | 47 %         | 42 %        | 5          | 800         | ± 3.0 %        |
| Rasmussen Reports   | 10 septembre             | 49 %         | 47 %        | 2          | 500         | ± 4.5 %        |
| Elway Poll          | 6 au 8 septembre         | 45 %         | 39 %        | 6          | 225         | ± 6.5 %        |
| SurveyUSA           | 5 au 7 septembre         | 49 %         | 45 %        | 4          | 658         | ± 3.9 %        |

### Washington (district de Columbia)
3 grands électeurs
Vainqueur: Barack Obama

### Wisconsin
10 grands électeurs
Vainqueur: Barack Obama
Source: RealClearPolitics
| Source                  | Date de réalisation      | Barack Obama | John McCain | Différence | Échantillon | Marge d'erreur |
| ----------------------- | ------------------------ | ------------ | ----------- | ---------- | ----------- | -------------- |
| Strategic Vision        | 31 octobre au 2 novembre | 53 %         | 40 %        | 13         | 800         | ± 3.0 %        |
| SurveyUSA               | 28 au 29 octobre         | 55 %         | 39 %        | 16         | 667         | ± 3.9 %        |
| Research 2000           | 27 au 28 octobre         | 55 %         | 42 %        | 11         | 600         | ± 4.0 %        |
| University of Wisconsin | 21 au 28 octobre         | 52 %         | 42 %        | 10         | 359         | ± 5.2 %        |
| Strategic Vision        | 24 au 26 octobre         | 50 %         | 41 %        | 9          | 800         | ± 3.0 %        |
| Rasmussen Reports       | 23 octobre               | 51 %         | 44 %        | 7          | 500         | ± 4.5 %        |
| Big10 Battleground      | 19 au 22 octobre         | 53 %         | 40 %        | 13         | 584         | ± 4.2 %        |
| Research 2000           | 19 au 20 octobre         | 52 %         | 41 %        | 11         | 600         | ± 4.0 %        |
| National Journal/FD     | 16 au 20 octobre         | 53 %         | 40 %        | 13         | 405         | ± 4.9 %        |
| SurveyUSA               | 18 au 19 octobre         | 51 %         | 43 %        | 8          | 641         | ± 3.9 %        |
| NBC News/Mason-Dixon    | 16 au 17 octobre         | 51 %         | 39 %        | 12         | 625         | ± 4.0 %        |
| WPR/St. Norbert         | 9 au 17 octobre          | 51 %         | 38 %        | 13         | 400         | ± 5.0 %        |
| Quinnipiac University   | 8 au 12 octobre          | 54 %         | 37 %        | 17         | 1 201       | ± 3.0 %        |
| Rasmussen Reports       | 6 octobre                | 54 %         | 44 %        | 10         | 700         | ± 4.0 %        |
| Research 2000           | 5 au 6 octobre           | 51 %         | 41 %        | 10         | 600         | ± 4.0 %        |
| SurveyUSA               | 5 au 6 octobre           | 52 %         | 42 %        | 10         | 672         | ± 3.9 %        |
| CNN/Time                | 3 au 6 octobre           | 51 %         | 46 %        | 5          | 859         | ± 3.5 %        |
| Strategic Vision        | 26 au 28 septembre       | 49 %         | 40 %        | 9          | 800         | ± 3.0 %        |
| Research 2000           | 22 au 23 septembre       | 49 %         | 43 %        | 6          | 600         | ± 4.0 %        |
| Quinnipiac University   | 14 au 21 septembre       | 49 %         | 42 %        | 7          | 1 313       | ± 2.7 %        |
| Big10 Battleground      | 14 au 17 septembre       | 45 %         | 44 %        | 1          | 600         | ± 4.0 %        |
| Rasmussen Reports       | 15 septembre             | 48 %         | 46 %        | 2          | 700         | ± 4.0 %        |
| CNN/Time                | 13 au 14 septembre       | 50 %         | 47 %        | 3          | 950         | ± 3.0 %        |
| Strategic Vision        | 5 au 7 septembre         | 46 %         | 43 %        | 3          | 800         | ± 3.0 %        |

### Wyoming
3 grands électeurs
Vainqueur: John McCain